# Geografia Stanów Zjednoczonych

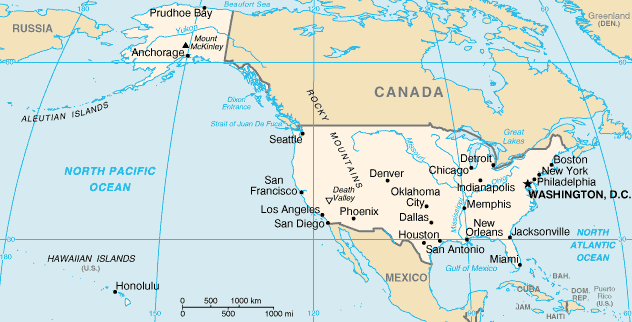
Mapa ogólna USA (w lewym dolnym rogu zaznaczone Hawaje)

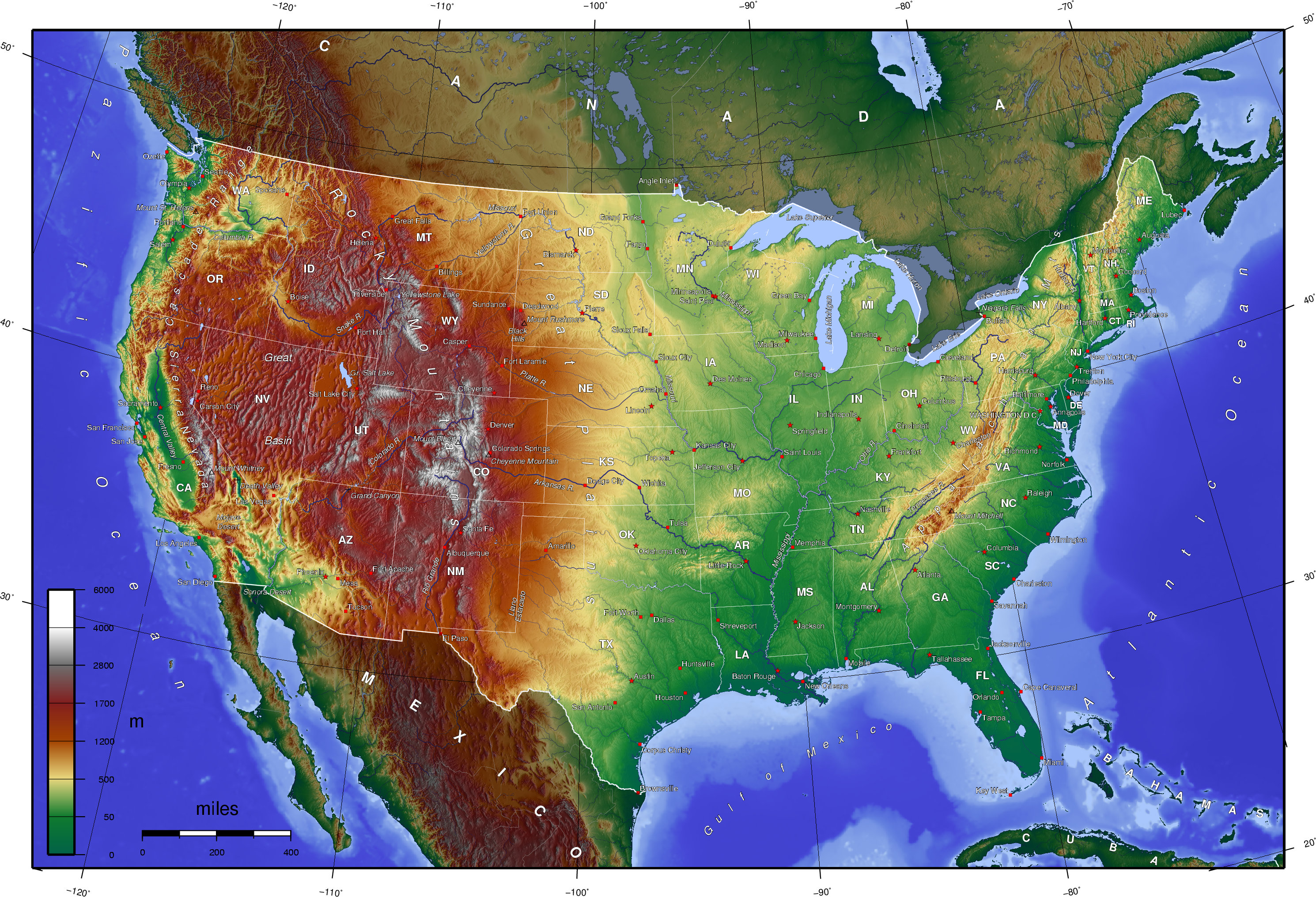
Mapa kontynentalnej części Stanów Zjednoczonych

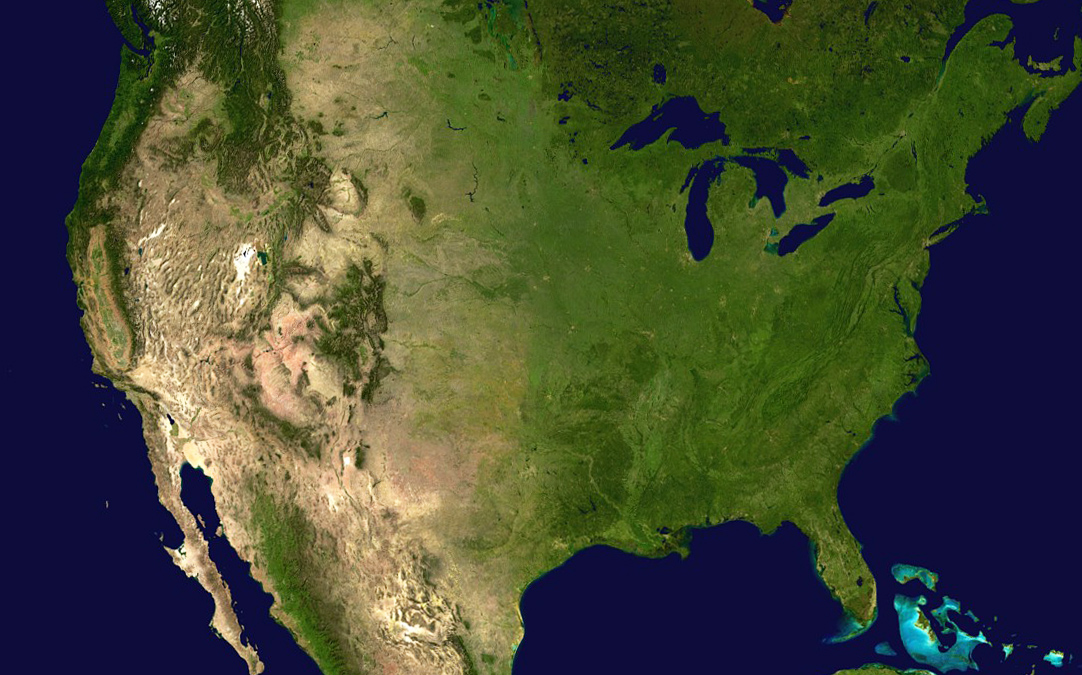
Mapa satelitarna USA

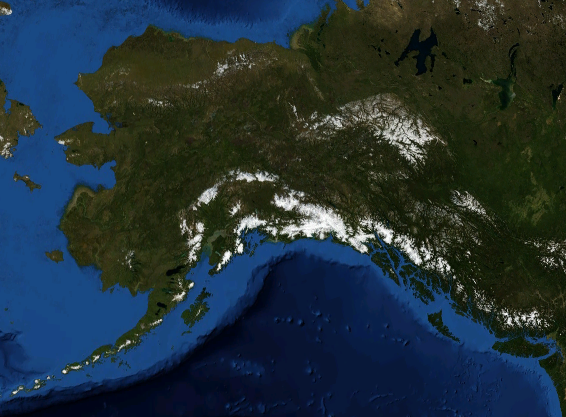
Mapa satelitarna Alaski

Stany Zjednoczone – państwo położone na półkuli zachodniej, na kontynencie Ameryki Północnej.
Stany Zjednoczone składają się:
- z części kontynentalnej, w której zlokalizowanych jest 48 stanów amerykańskich;
- ze stanu Alaska, który położony jest w północno-zachodniej części kontynentu amerykańskiego;
- z archipelagu Wysp Hawajskich położonych na Oceanie Spokojnym.

Ponadto Stany Zjednoczone sprawują kontrole nad 14 terytoriami zależnymi, które położone są na Pacyfiku i Karaibach.
Od północy Stany Zjednoczone graniczą z Kanadą, a od południa z Meksykiem oraz posiadają granice morską z Rosją, Kubą i Bahamami. Łączna powierzchnia Stanów Zjednoczonych wynosi 9 629 091 km², a liczba ludności niemal 332 mln.

## Powierzchnia
Łączna powierzchnia Stanów Zjednoczonych (biorąc pod uwagę powierzchnie wód i lądów) czyni to państwo trzecim lub czwartym pod względem wielkości państwem na świecie. Według różnych źródeł, Stany Zjednoczone są większe lub mniejsze od Chin. Chiny i Stany Zjednoczone są mniejsze od Rosji i Kanady, ale większe od Brazylii. Przy uwzględnieniu jedynie powierzchni lądowej, Stany Zjednoczone są trzecim pod względem wielkości państwem na świecie po Rosji i Chinach; Kanada w tej klasyfikacji jest czwartym państwem świata. Obliczenie powierzchni Chin i Stanów Zjednoczonych zależy od dwóch czynników:
1. roszczenia Chin do rejonów Aksai Chin i Trans-Karakoram Tract, do których prawa zgłaszają również Indie. Z tego powodu obszar ten nie jest wliczany do powierzchni Chin.
2. sposobu obliczania powierzchni Stanów Zjednoczonych. Od czasu wydania przez CIA rocznika The World Factbook, powierzchnia Stanów Zjednoczonych była już kilkakrotnie zmieniana. Od roku 1989 do 1996 łączny obszar Stanów Zjednoczonych wynosił 9 372 610 km² (powierzchnia lądów i wód śródlądowych). W 1997 r. powierzchnia została zmieniona na 9 629 091 km² (został doliczony obszar Wielkich Jezior i wód przybrzeżnych); w roku 2004 powierzchnia wyniosła 9 631 418 km², a w roku 2006: 9 631 420 km². W roku 2007 po wliczeniu wód terytorialnych obszar Stanów Zjednoczonych wyniósł 9 826 630 km².
Obecnie, według The World Factbook, powierzchnia wynosi 9 826 675 km², Departament Statystyki ONZ podaje obszar 9 629 091 km², a według Encyklopedii Britannica obszar wynosi 9 522 055 km².

## Granica
Stany Zjednoczone graniczą z dwoma państwami, od północy z Kanadą i od południa z Meksykiem. Łączna długość granicy lądowej wynosi 12034 km. Granica amerykańsko-kanadyjska jest najdłuższą granicą państwową na świecie i wynosi 8893 km, natomiast granica z Meksykiem ma długość 3141 km.

### Kanada
Granica lądowa
     Granica wodna

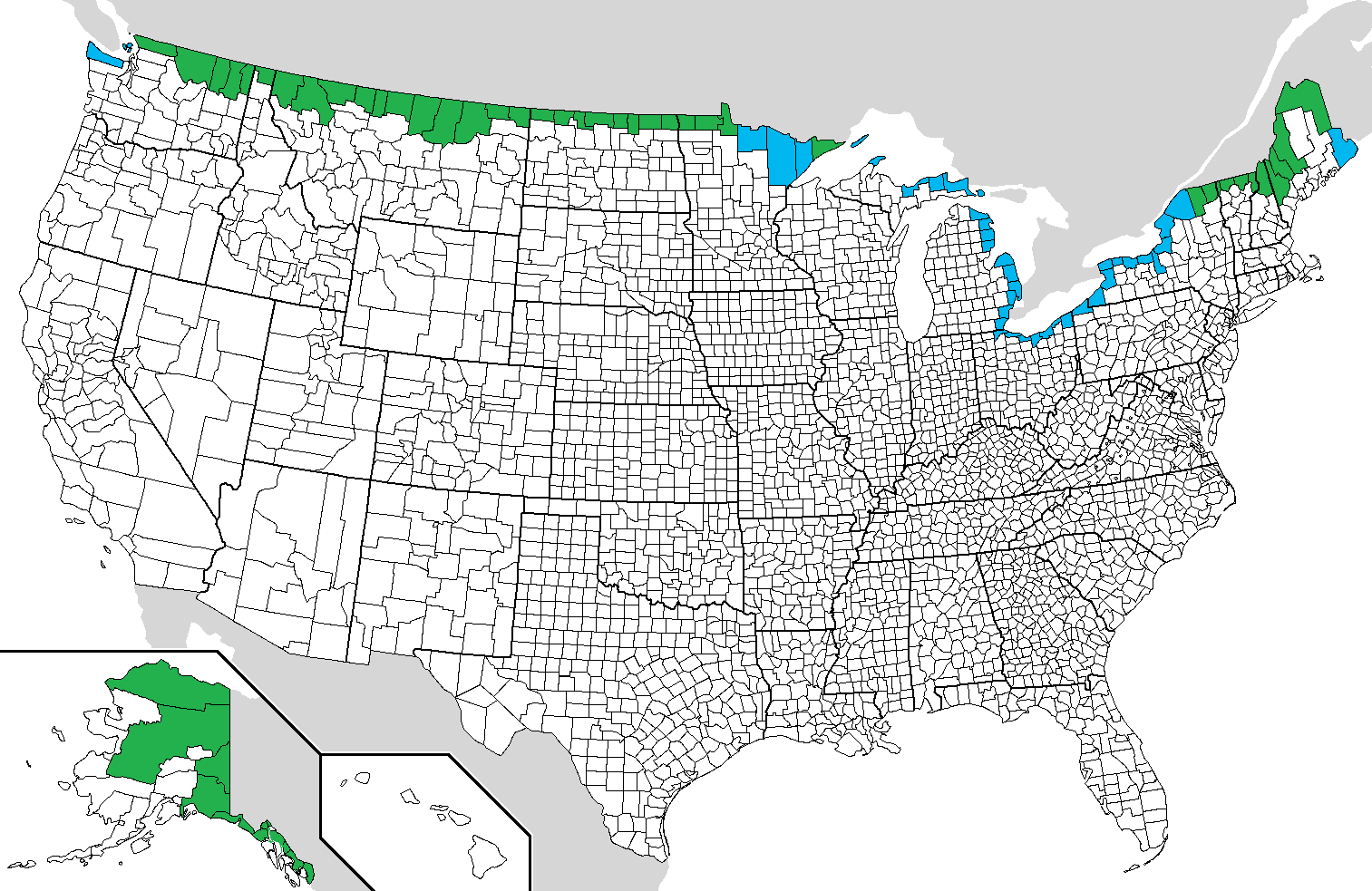
Przygraniczne hrabstwa amerykańskie.
Granica lądowa
Granica wodna

Granica amerykańsko-kanadyjska liczy 8893 km długości i przebiega przez trzynaście amerykańskich stanów oraz osiem kanadyjskich prowincji. Granica przebiega w sposób południkowy wzdłuż Alaski oraz równoleżnikowo przez kontynentalną część Stanów Zjednoczonych. Granica została utworzona na postanowieniach traktatu wersalskiego z 1783 roku.
Granica wzdłuż Alaski liczy 2477 km i rozpoczyna się od Morza Beauforta; skrajnym punktem na północy granicy jest Przylądek Demaracation. Granica ku południu biegnie przez jeden ze wschodnich łańcuchów Gór Brooksa, nazywanym w Kanadzie British Mountains, przecina rzekę Jukon, wzdłuż pasma górskiego Nutzotin Mountains i Góry Świętego Eliasza. Szczyt Mount Bear (4520 m n.p.m.) i Góra Świętego Eliasza (5489 m n.p.m.) położone są na granicy obu państw. W południowej części Alaski granica biegnie przez Góry Nadbrzeżne i kończy się w rejonie cieśniny Dixon Entrance.
Granica biegnąca przez kontynentalną część Stanów Zjednoczonych liczy 6418 km i biegnie od Oceanu Spokojnego po Atlantyk. Granica rozpoczyna się w cieśninie Juan de Fuca na zachodnim wybrzeżu i oddziela wyspę Vancouver od stanu Waszyngton. Następnie granica biegnie przez Góry Kaskadowe i Rów Gór Skalistych (ang. Rocky Mountain Trench). Granica przebiega przez obszar kanadyjskiego parku narodowego Waterton Lakes i amerykańskiego parku narodowego Glacier, które razem tworzą Międzynarodowy Park Pokoju Waterton-Glacier. Następnie granica przebiega przez obszar Wielkich Równin, kolejnym parkiem położonym wzdłuż granicy jest Park Narodowy Grasslands. Granica przecina w centralnej części kontynentu jezioro Leśne oraz system Wielkich Jezior (granica przebiega przez następujące jeziora: Górne, Huron, Erie i Ontario). We wschodniej części granica przebiega wzdłuż Rzeki Świętego Wawrzyńca, w północnej części Appalachów i kończy się w Zatoce Fundy.

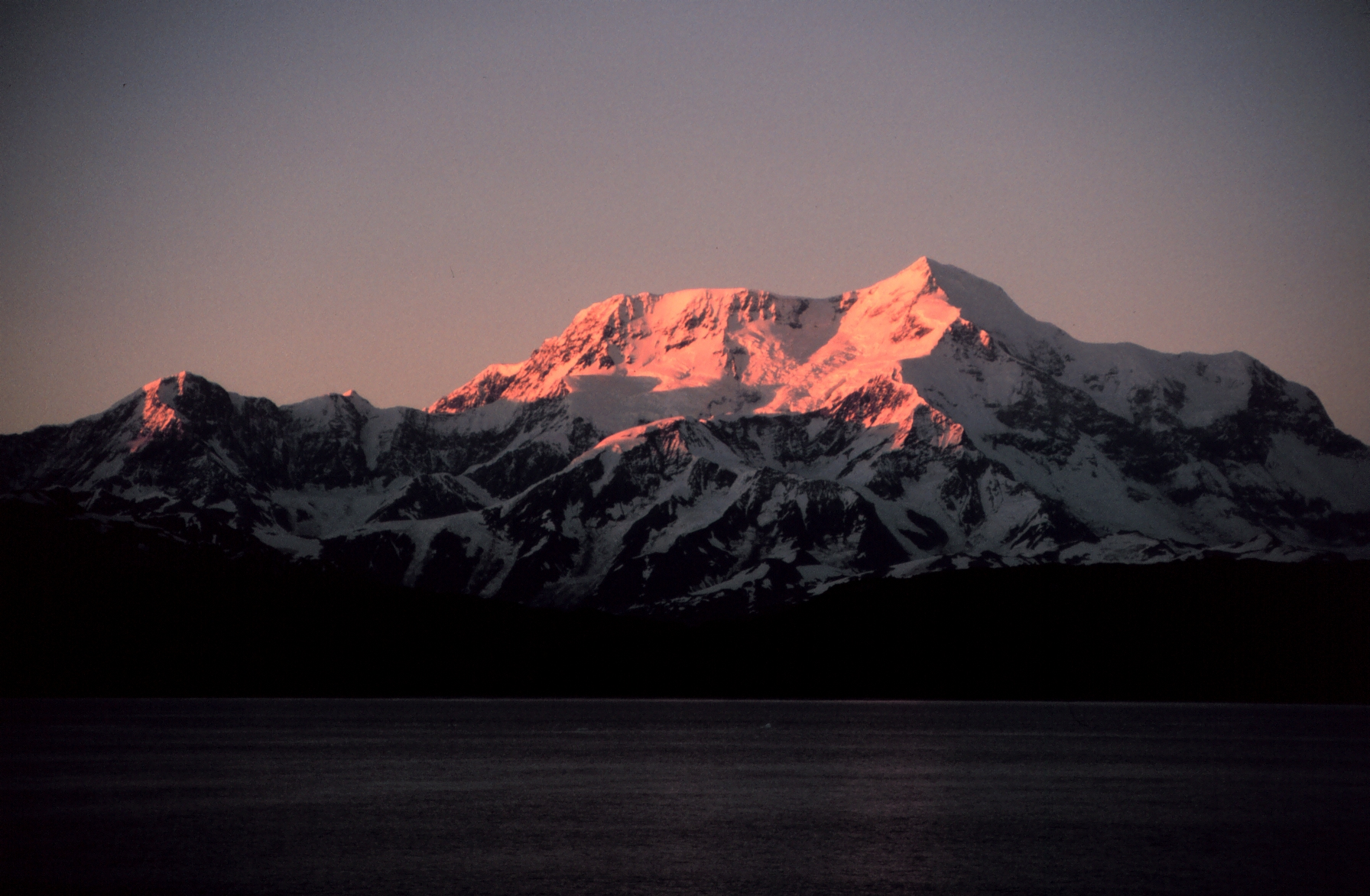
Góra Świętego Eliasza położona na granicy amerykańsko-kanadyjskiej

| Stany graniczące z Kanadą - Alaska (2477 km) - Michigan (1160 km) - Maine (983 km) - Minnesota (880 km) - Montana (877 km) - Nowy Jork (716 km) - Waszyngton (687 km) - Dakota Północna (499 km) - Ohio (235 km) - Vermont (145 km) - New Hampshire (93 km) - Idaho (72 km) - Pensylwania (68 km) |  | Prowincje graniczące ze Stanami Zjednoczonymi - Ontario (2760 km) - Kolumbia Brytyjska (2168 km) - Jukon (1210 km) - Quebec (813 km) - Saskatchewan (632 km) - Nowy Brunszwik (513 km) - Manitoba (497 km) - Alberta (298 km) |

### Meksyk

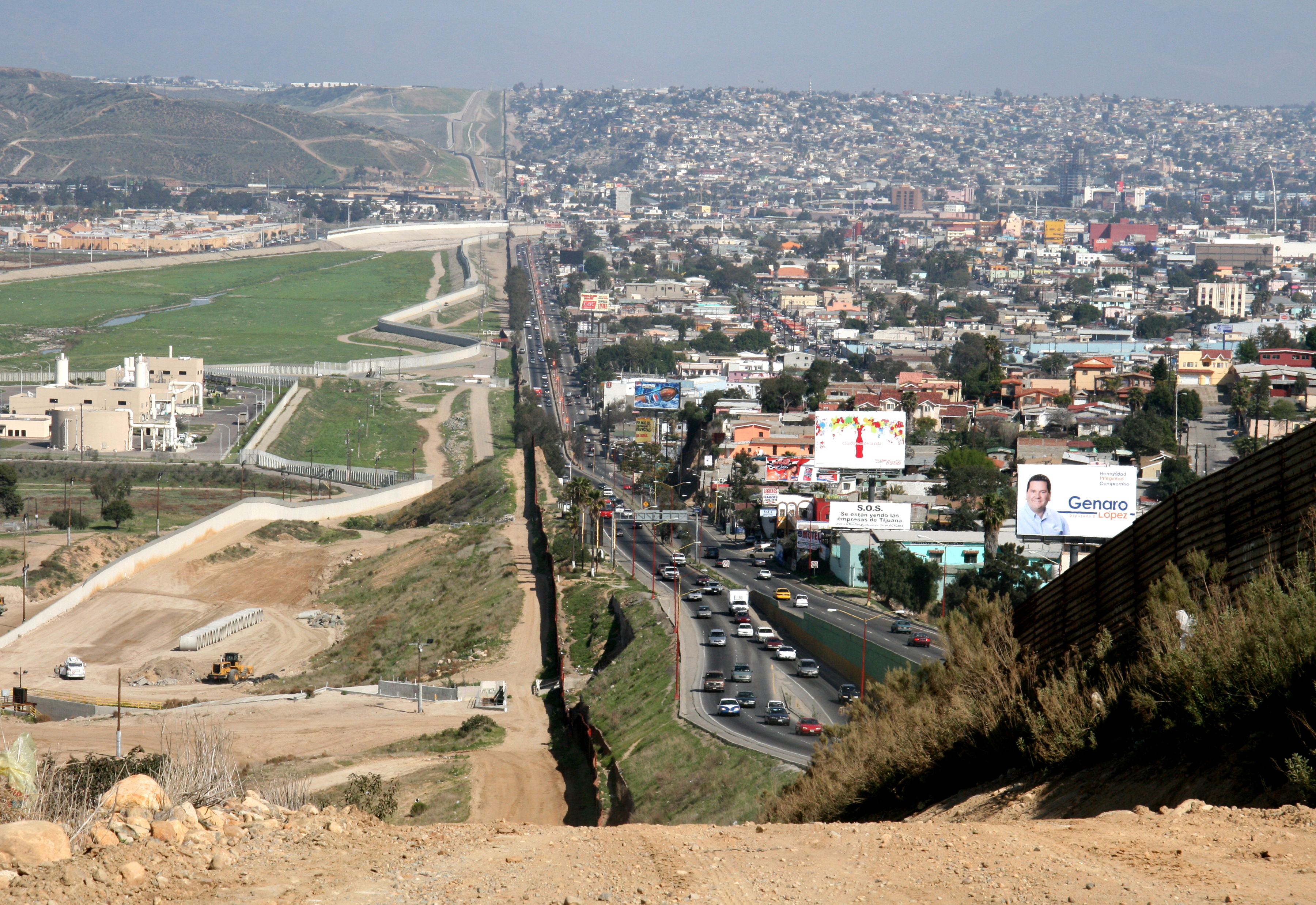
Granica amerykańsko-meksykańska przecinająca miasto San Diego (po lewej stronie) i Tijuana (po prawej stronie)

Granica amerykańsko-meksykańska liczy 3141 km długości i przebiega przez cztery amerykańskie stany i sześć meksykańskich stanów. Granica przebiega w sposób równoleżnikowy. Obecna granica ukształtowała się w roku 1853 po wojnie amerykańsko-meksykańskiej (1846–1848) oraz tzw. zakupu Gadsdena, który miał miejsce w roku 1853.
Granica wzdłuż Meksyku biegnie od Oceanu Spokojnego po Atlantyk. Granica rozpoczyna swój bieg od Zatoki Santa Catalina. Na zachodzie pierwszymi miastami granicznymi jest amerykańskie miasto San Diego i meksykańskie miasto Tijuana i Mexicali. Następnie granica przebiega przez region pustyni Sonora. Kolejnymi ośrodkami miejskim położonymi na granicy są miasta Nogales w Stanach Zjednoczonych i Nogales w Meksyku. Dalej granica biegnie przez pasmo górskie Sierra Madre Zachodnia i północną część Wyżyny Meksykańskiej. Kolejne miasta graniczne to El Paso w stanie Teksas i Ciudad Juárez w stanie Chihuahua. Dalej granica amerykańsko-meksykańska biegnie wzdłuż rzeki Rio Grande, i ciągnie się wzdłuż niej przez 2008 km. Rzeka przepływa przez meksykańskie miasto graniczne Ojinaga, przecina Płaskowyż Edwardsa i dalej przepływa przez następujące miasta graniczne: Eagle Pass – Piedras Negras, Laredo – Nuevo Laredo i Brownsville – Matamoros. Granica kończy się u ujścia rzeki Rio Grande do Zatoki Meksykańskiej.
Na długości 1125 km ciągnie się mur na granicy, który ma za zadanie zapobiegać przedostawaniu się nielegalnych imigrantów z Meksyku do Stanów Zjednoczonych.
| Stany graniczące z Meksykiem - Arizona - Kalifornia - Nowy Meksyk - Teksas |  | Stany graniczące ze Stanami Zjednoczonymi - Chihuahua - Coahuila - Kalifornia Dolna - Nuevo León - Sonora - Tamaulipas |

### Granica morska

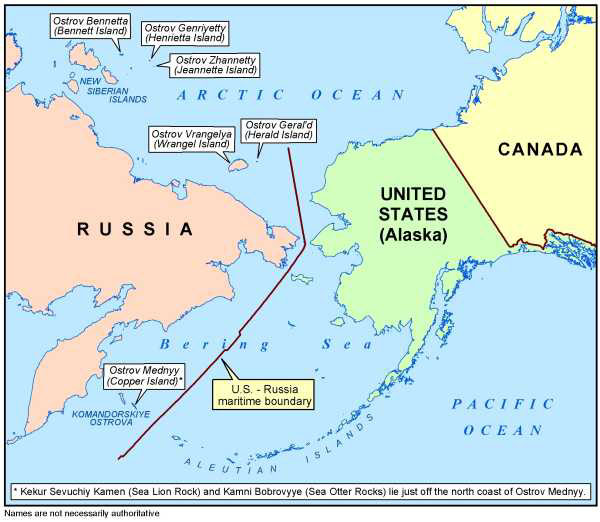
Granica morska między Rosją a Stanami Zjednoczonymi

Stany Zjednoczone posiadają granice morską z trzema państwami: Bahamami, Kubą i z Rosją.
Granica morska z Kubą została zatwierdzona traktatem, który został podpisany w dniu 16 grudnia 1977 roku w Waszyngtonie. Granica morska pomiędzy Kubą, Bahamami i Stanami Zjednoczonymi biegnie przez Cieśninę Florydzką, która położona jest na południe od stanu Floryda.
Granica morska pomiędzy Rosją a Stanami Zjednoczonymi, została zatwierdzona w dniu 1 czerwca 1990 roku przez rząd Związku Radzieckiego. Po rozpadzie ZSRR umowa została ratyfikowana jedynie przez rząd Stanów Zjednoczonych. Granica znana jest również jako linia Baker – Szewardnadze lub umowa Baker – Szewardnadze, nazwa pochodzi od sowieckiego ministra spraw zagranicznych Eduard Szewardnadze i sekretarza stanu Jamesa Bakera.
Granica z Rosją biegnie od Morza Beringa, przez Cieśninę Beringa, w której znajdują się Wyspy Diomedesa. Pomiędzy Wyspą Ratmanowa, należąca do Rosji, a Little Diomede Island należącą do Stanów Zjednoczonych jest odległość jedynie 3,8 km. Następnie granica biegnie wzdłuż międzynarodowej linii zmiany daty i kończy się na północy na Morzu Czukockim.

## Podział administracyjny

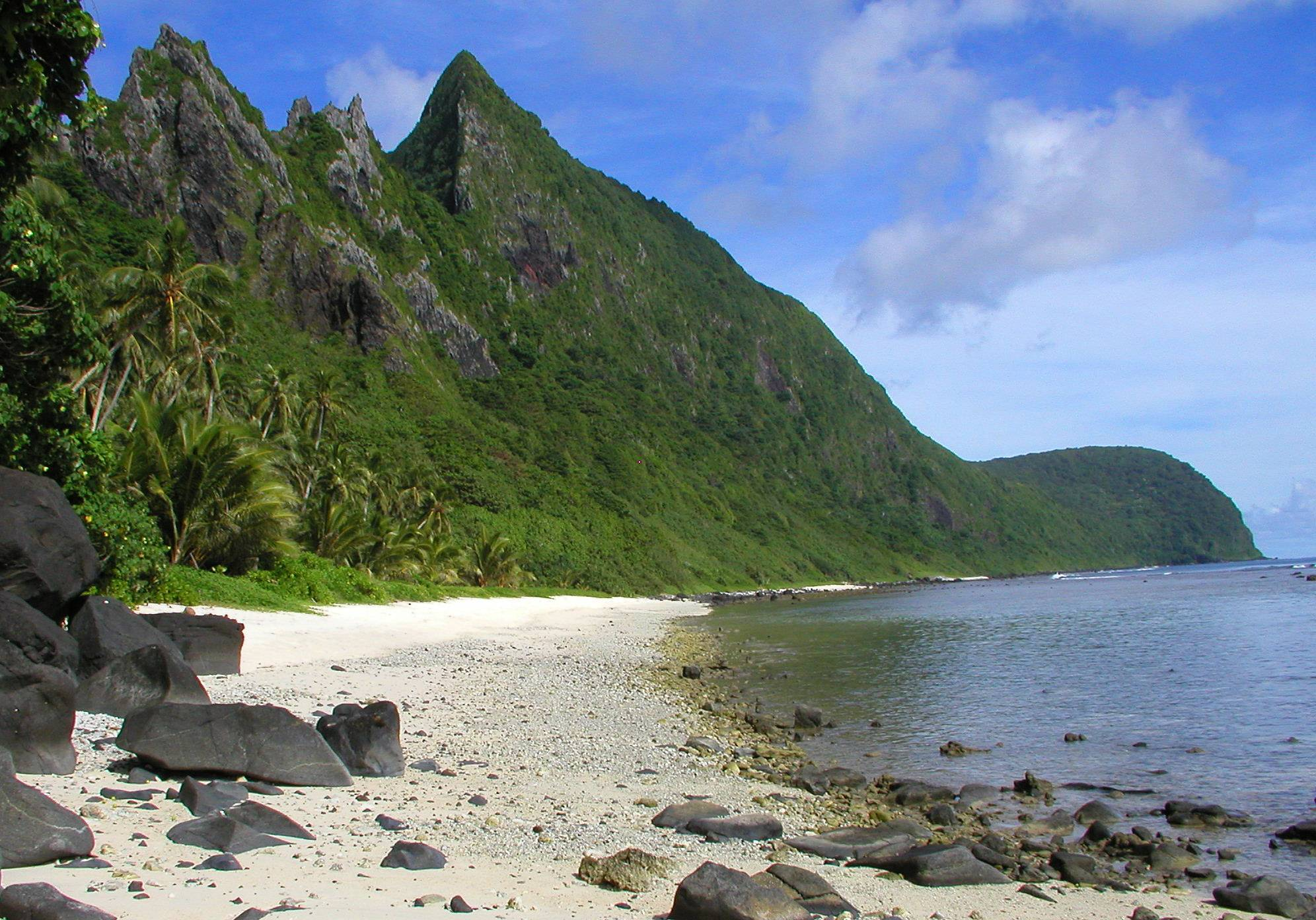
Samoa Amerykańskie

Stany Zjednoczone składają się z 50 stanów i z Dystryktu Kolumbii; 48 stanów położonych w strefie kontynentalnej oraz ze stanu Alaska i Hawaje, który zlokalizowany jest w archipelagu wysp Hawaje. Wszystkie stany USA dzielą się na hrabstwa, których jest 3048, jedynie stan Luizjana dzieli się na 64 parafie i Alaska, który złożony jest z 27 jednostek terytorialnych niższego rzędu (11 terytoriów i 16 miast).

### Stany
Alabama, Alaska, Arizona, Arkansas, Connecticut, Dakota Południowa, Dakota Północna, Delaware, Floryda, Georgia, Hawaje, Idaho, Illinois, Indiana, Iowa, Kalifornia, Kansas, Karolina Południowa, Karolina Północna, Kentucky, Kolorado, Luizjana, Maine, Maryland, Massachusetts, Michigan, Minnesota, Missisipi, Missouri, Montana, Nebraska, Nevada, New Hampshire, New Jersey, Nowy Jork, Nowy Meksyk, Ohio, Oklahoma, Oregon, Pensylwania, Rhode Island, Teksas, Tennessee, Utah, Vermont, Waszyngton, Wirginia, Wirginia Zachodnia, Wisconsin, Wyoming.

### Terytoria zależne
Stany Zjednoczone sprawują kontrolę nad 14 terytoriami zamorskimi, które położone są na Pacyfiku i Karaibach. Cztery terytoria posiadają status zorganizowanego i są to: Guam, Mariany Północne, Portoryko i Wyspy Dziewicze Stanów Zjednoczonych. Ponadto Mariany Północne i Portoryko mają status państw stowarzyszonych.
Pozostałe terytoria zamorskie maja status niezorganizowanego: Baker, Howland, Jarvis, Johnston, Kingman, Midway, Navassa, Palmyra, Samoa Amerykańskie i Wake.

## Skrajne punkty
Stany Zjednoczone:
- Północ: Point Barrow, Alaska (71°23′20″N 156°28′45″W/71,388889 -156,479167)
- Południe: Ka Lae, Hawaje (18°54′39″N 155°40′52″W/18,910833 -155,681111)
- Wschód: Sail Rock u wybrzeży West Quoddy Head Light, Maine (44°48′45″N 66°56′49″W/44,812500 -66,946944)
- Zachód: Peaked Island u wybrzeży Cape Wrangell, Attu, Alaska (52°55′14″N 172°26′16″E/52,920556 172,437778)

Kontynentalna część Stanów Zjednoczonych:
- Północ: Northwest Angla nad Jeziorem Leśnym, Minnesota (49°23′03,689″N 95°09′11,930″W/49,384358 -95,153314)
- Południe: Ballast Key, Floryda (24°31′15″N 81°57′49″W/24,520833 -81,963611)
- Wschód: Sail Rock u wybrzeży West Quoddy Head Light, Maine (44°48′45″N 66°56′49″W/44,812500 -66,946944)
- Zachód: Bodelteh Islands u wybrzeży Cape Alava, Waszyngton (48°10′42″N 124°46′18″W/48,178333 -124,771667)

Terytoria zamorskie Stanów Zjednoczonych:
- Północ: Point Barrow, Alaska (71°23′20″N 156°28′45″W/71,388889 -156,479167)
- Południe: Rose Atoll, Samoa Amerykańskie (14°34′11″S 168°09′10″W/-14,569722 -168,152778)
- Wschód: Pochnoi Point, Semisopochnoi Island, Alaska (51°57′42″N 179°46′23″E/51,961667 179,773056)
- Zachód: Peaked Island u wybrzeży Cape Wrangell, Attu, Alaska (52°55′14″N 172°26′16″E/52,920556 172,437778)

Geograficzny środek:
Geograficzny środek Stanów Zjednoczonych znajduje się 34 km na północ od Belle Fourche w stanie Dakota Południowa (44°58′N 103°46′W/44,966667 -103,766667). Natomiast geograficzny środek kontynentalnej części Stanów Zjednoczonych zlokalizowany jest 6 km na zachód od Lebanon w stanie Kansas (39°50′N 98°35′W/39,833333 -98,583333).
Inne:
Punktem położonym najbliżej równika jest niezamieszkała wyspa Baker (0°11′41″N 176°28′46″W/0,194722 -176,479444).

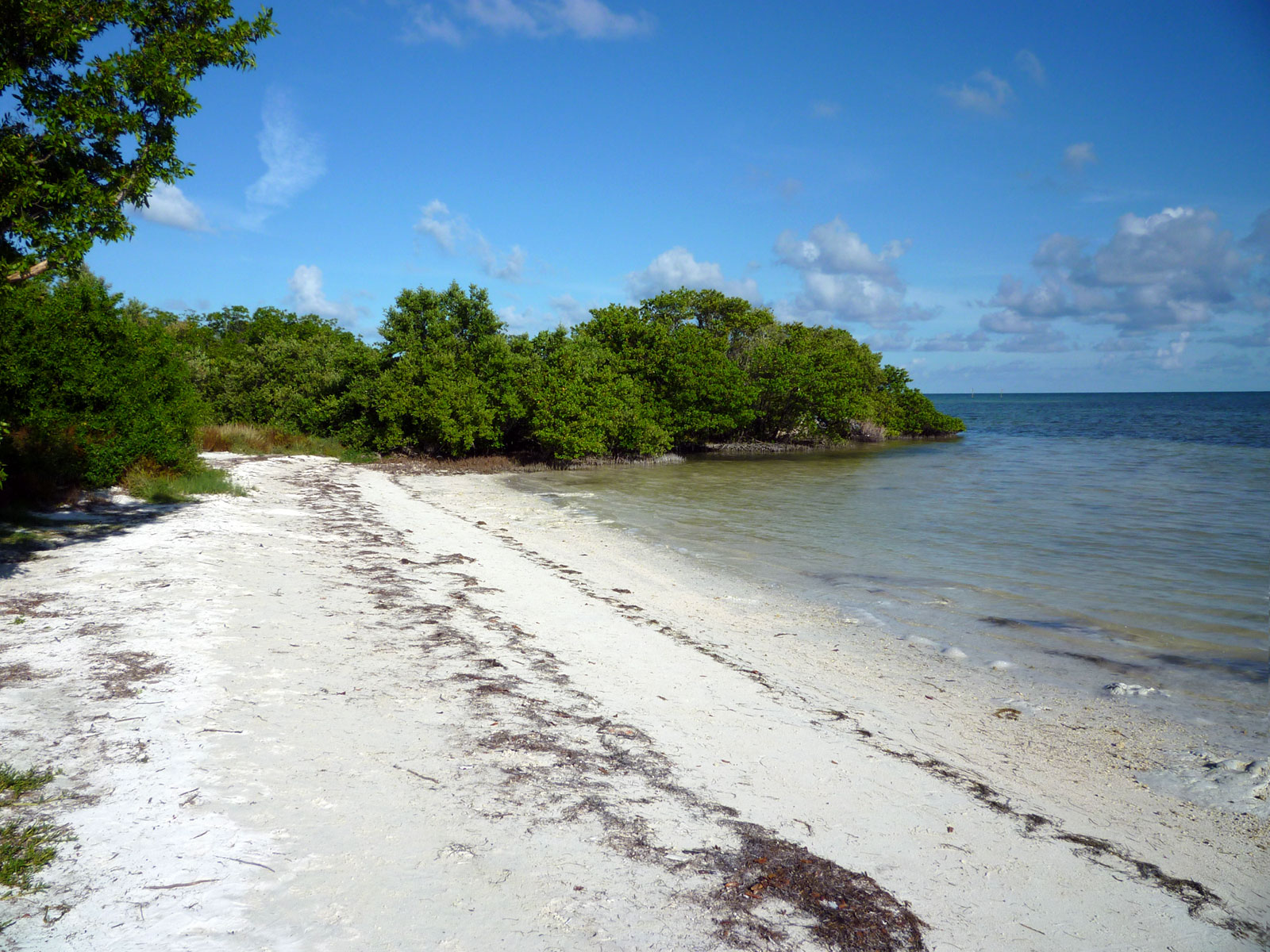
Wybrzeże plażowe na Florydzie

## Ukształtowanie poziome
Linia brzegowa Stanów Zjednoczonych jest słabo rozwinięta i jedynie na północno-wschodnim wybrzeżu i na południowych urozmaicają ją zatoki, półwyspy, przybrzeżne wyspy. W wielu miejscach brzeg morski został przeobrażony przez człowieka, dotyczy to w szczególności takich metropolii jak Nowy Jork i Los Angeles. Wybrzeże Stanów Zjednoczonych można podzielić na kilka stref, które różnią się od siebie typem wybrzeża i ogólnym zarysem linii brzegowej.

### Wybrzeże Nowej Anglii
Ten odcinek obejmuje wybrzeże zatoki Marine, odcinek między Kanadą a przylądkiem Cod. Linia brzegowa tego regionu jest kręta, występują tam liczne półwyspy i towarzyszące im zatoki, należące do pagórkowatej krainy Hilly Belt, która jest fragmentem Appalachów. Wybrzeże to jest na ogół niskie, choć w niektórych miejsca występują pod postacią niewielkich klifów.

### Wybrzeże zatokowe
Wybrzeże to ciągnie się od przylądka Cod do rejonu miasta Norfolk w stanie Wirginia i dalej do ujścia rzeki Neuse w Karolinie Północnej. Linia brzegowa tego regionu charakteryzuje się licznymi zatokami wcinającymi się głęboko w ląd, nawet na kilkaset kilometrów jak zatoka Delaware i zatoka Chesapeake. Zatoki mają liczne odgałęzienia co znacznie wydłuża linię brzegową. Przy północnym odcinku tego wybrzeża między przylądkiem Cod a rejonem Nowego Jorku leży kilka przybrzeżnych wysp. Największą z nich jest Long Island, która ma powierzchnię 3780 km². Inne wyspy to: Block, Martha’s Vineyard i Nantucket. Wybrzeże to przeważnie jest niskie, zalicza się do wybrzeży lagunowych.

### Wybrzeże wysp przybrzeżnych
Wybrzeże to zaczyna się na granicy Wirginii z Karoliną Północną i tam pokrywa się z końcowym odcinkiem wybrzeża zatokowego. Wybrzeże to ciągnie się do Florydy. Wybrzeże to jest niskie, najczęściej występują tam różne typy plaż. W wielu miejscach jak sama nazwa wskazuje linii brzegowej towarzyszą niskie wyspy zwane Sea Islands, a także mierzeje. Miejscami występują laguny, które od otwartego oceanu odgrodzone są wyspami. W regionie Florydy występuje duży udział piaszczystych plaż, zagospodarowanych przez człowieka. Na południu Florydy linia brzegowa jest podmokła i znacznie zabagniona. Długość Atlantyckiego wybrzeża liczona od granicy z Kanadą do południowego cypla Florydy wynosi 11 260 km.

### Wybrzeże Zatoki Meksykańskiej
Linia brzegowa ma ogólnie wyrównany zarys, ale w wielu miejscach występują drobne lagunowe zatoki i ciągi piaszczystych wysp. Wybrzeże to ciągnie się od południowego cypla Florydy do granicy z Meksykiem. We wschodniej części tego wybrzeża leży otwarta zatoka Apalachee. Największymi zatokami lagunowymi, będącymi też ujściami rzek, są: Tampa na Florydzie, Mobile w Alabamie i Galveston w Teksasie. Kolejny elementem tego wybrzeża jest łańcuch małych wysp koralowych – Florida Keys, wybiegających ku zachodowi z południowego cypla Florydy. Całe wybrzeże Zatoki Meksykańskiej jest niskie, w wielu miejscach występują piaszczyste plaże, będące atrakcją turystyczną kraju. Znaczne odcinki linii brzegowej pokryte są bagnami, w wielu miejscach wybrzeże takie jest niedostępne i trudne do przebycia. Dotyczy to przede wszystkim Florydy – region Everglades.

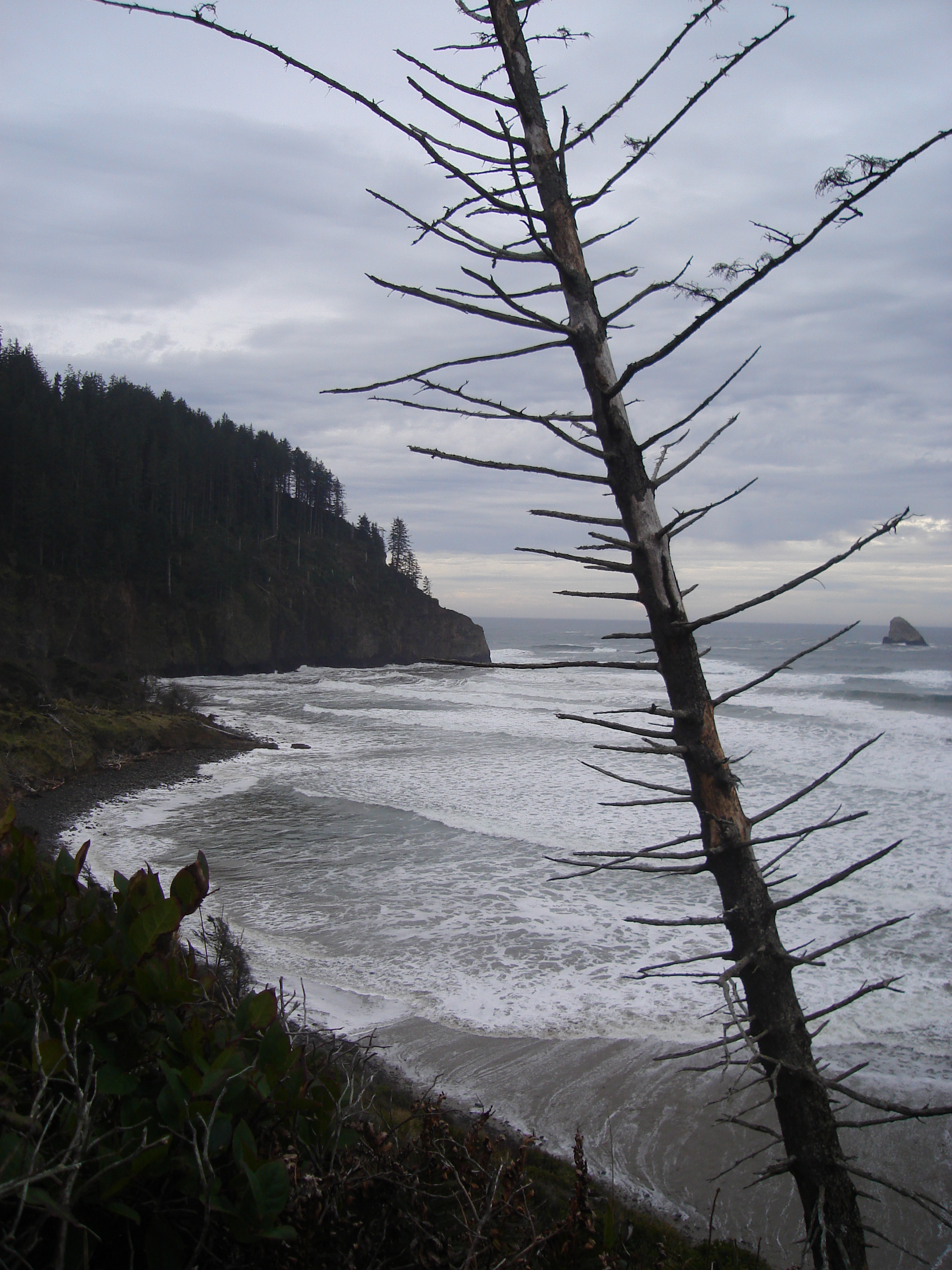
Wybrzeże w stanie Oregon

### Wybrzeże Oceanu Spokojnego
Wybrzeże to ciągnie się od granicy z Meksykiem do granicy z Kanadą. Stanowi on najsłabiej rozwinięty odcinek linii brzegowej USA, wybrzeże ma na ogół postać wyrównaną. Jedynie w południowej części, leży Zatoka San Francisco, a na granicy z Kanadą leży rozgałęziona zatoka Puget Sound. Długość wybrzeża wynosi 5960 km. Wybrzeże to różni się od brzegów morskich jakie ciągną się na wschodnie czy na Zatoką Meksykańską. W wielu miejscach co prawda występują plaże, dotyczy do przede wszystkim Los Angeles, ale znaczna część wybrzeża jest klifowa. Występują tam skaliste odcinki o różnych rozmiarach, a im dalej na północ tym wybrzeża jest coraz bardziej surowe. Przy granicy z Kanadą, wybrzeże pacyficzne ma postać fiordową.

### Wybrzeże Alaski

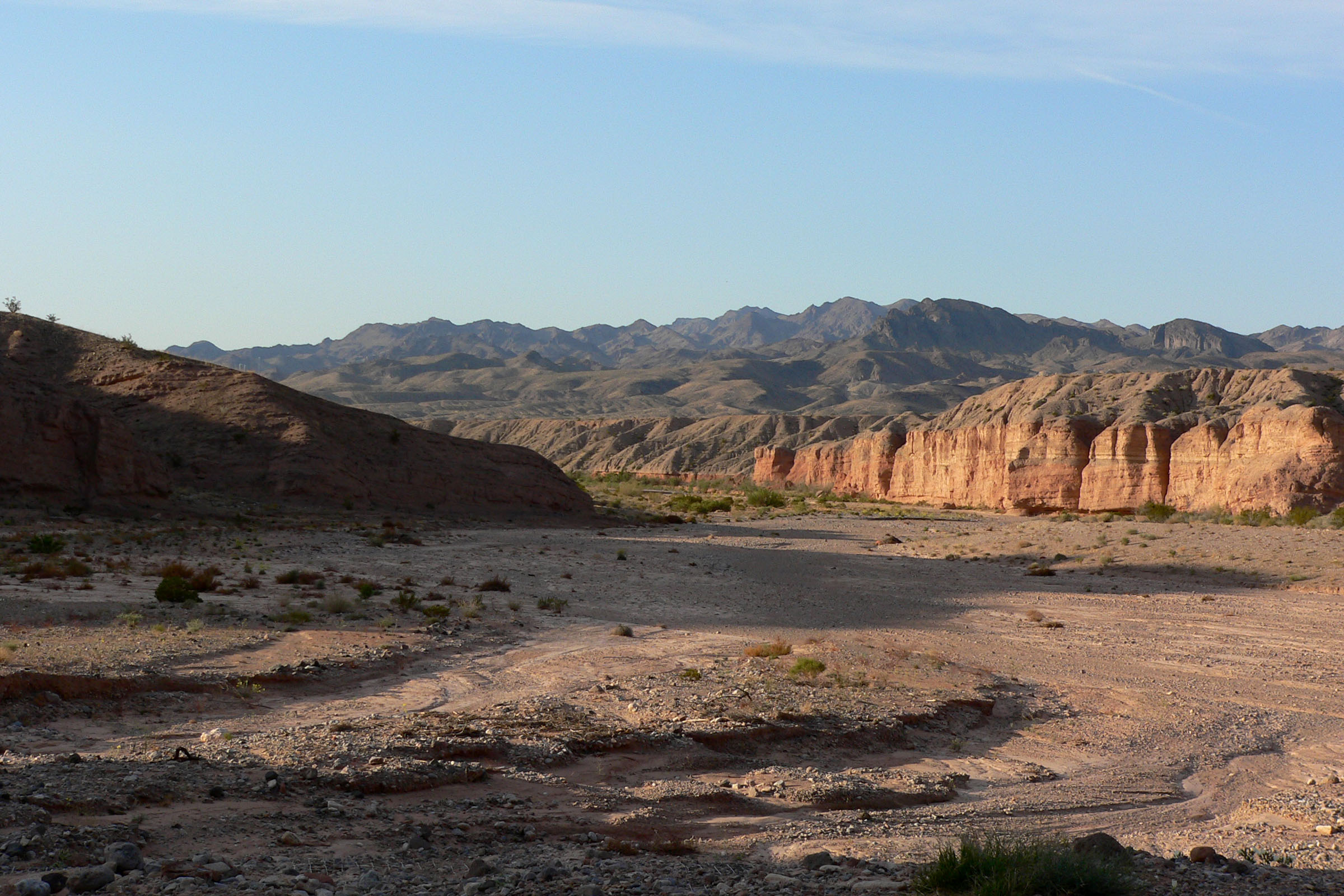
Pustynia Mojave

Jest najbardziej urozmaiconym odcinkiem wybrzeża Stanów Zjednoczonych. Obejmuje całą morską granicę stanu Alaska. Występują tam liczne półwyspy o różnej wielkości i archipelagi wysp przybrzeżnych. Na północy ku Azji wysuwa się półwysep Seward, którego oblewają wody zatok: Kotzebue i Norton oraz Cieśnina Beringa. Ku południowi, na Morzu Beringa, znajdują się liczne małe wyspy: Wyspa Św. Wawrzyńca – 4500 km², Wyspa Świętego Mateusza, Nuniva – około 6000 km² i grupa małych Wysp Pribyłowa – 470 km². Linię brzegową urozmaica długi i wąski półwysep Alaska – około 45 tys. km², który stanowi geograficzną granicę między Morzem Beringa o Oceanem Spokojnym. Zachodnie przedłużenie tego półwyspu stanowi archipelag Wysp Aleuckich – 37 840 km². Arktyczne wybrzeże Alaski jest najsłabiej rozwiniętym odcinkiem linii brzegowej tego stanu. Jest ono w wielu miejscach wyrównane, a istniejące tam nieduże zatoki są lejkowatymi ujściami rzek. Typy wybrzeża są tym regionie różne. Na południu wybrzeże ma postać plaż żwirowych i kamienistych, które szybko przechodzą w region gór. Znaczny odcinek wybrzeża Alaski jest surowy, reprezentują go fiordy, na południu i zachodzie oraz klify na zachodzie, gdzie wybrzeże jest skaliste, i w wielu miejscach niedostępne, choć miejscami jest ono niskie. Na północy zaś wybrzeże jest na ogół niskie i płaskie.

## Budowa geologiczna

### Tarcza Kanadyjska i Platforma Paleozoiczna

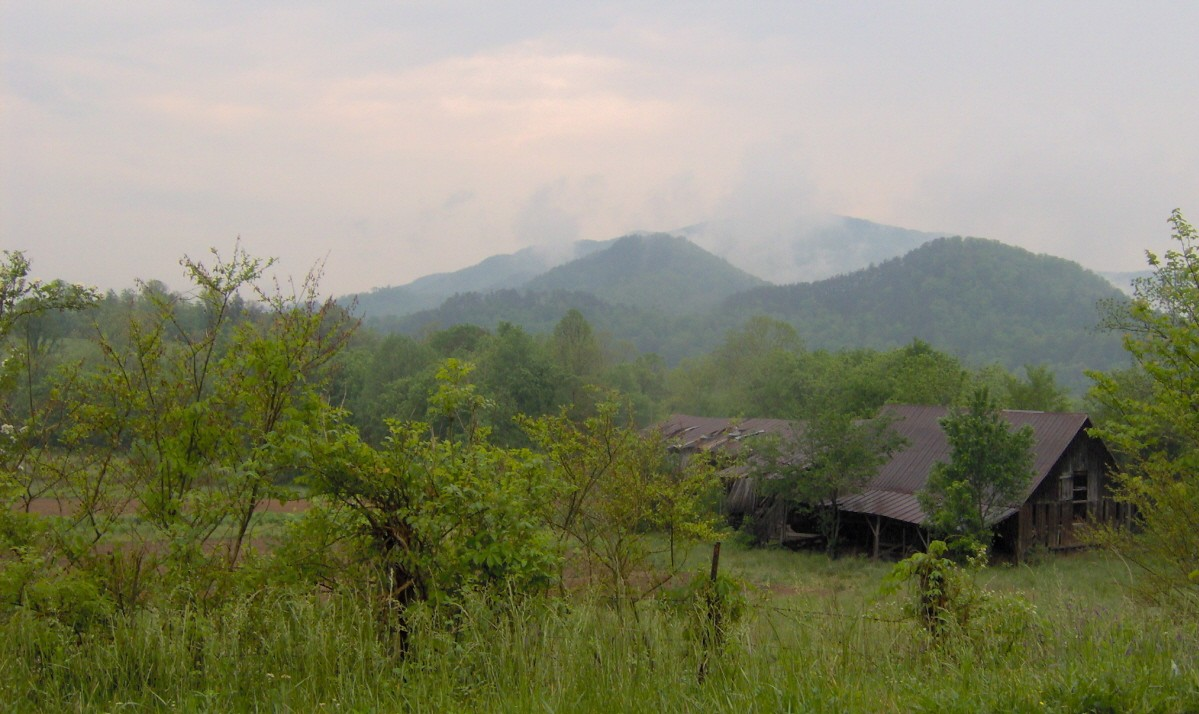
Krajobraz wschodnich Stanów Zjednoczonych (Tennessee)

Na terytorium USA znajdują się wszystkie główne geologiczne jednostki strukturalne, które budują cały obszar kontynentu amerykańskiego. Najstarszym tworem i fundamentem zarazem jest rozległa Tarcza Kanadyjska, której południowy fragment znajdują się na terenie Stanów Zjednoczonych. Jej wychodnie znajdują się w górach Adirondack (stan Nowy Jork) i na obszarze Płaskowyż Laurentyjski (Wisconsin i Michigan). Drugi element geologiczny kraju to Platforma Paleozoiczna osadzona na obrzeżu cokołu Tarczy Kanadyjskiej i obejmuje także obszar Kanady. Jej najbardziej zwarty obszar stanowi Platforma Wewnętrzna. Platforma Paleozoiczna obramowuje Tarczę Kanadyjską od zachodu, południa i południowego wschodu. W południową część platformy wchodzą rozległe płaskowyże i równiny wewnętrzne środowych Stanów Zjednoczonych. Wschodnia część tej struktury to wąska Platforma Św. Wawrzyńca, która ogranicza się do regionu Rzeki Św. Wawrzyńca, między Tarczą Kanadyjską a strukturami Appalachów.
Platformy te zaczęły formować się we wczesnym paleozoiku i składają się z płasko ułożonych skał osadowych. Warstwy osadów mają od 1 do 3 km grubości, co jest związane z długim okresem akumulacji warstw do czasów kambru do kredy. Na obszarze platform znajdują się duże pokłady węgla kamiennego, ropy naftowej i gazu ziemnego. Platforma Paleozoiczna zbudowana jest głównie z wapieni, piaskowców i łupków, pokrytych na północy osadami polodowcowymi. Zlodowacenia kontynentalne objęły całą północną część kraju aż po rzekę Ohio.

### Appalachy
Od wschodu obramowanie starszych struktur stanowi fałdowy system Appalachów, który obejmuje wyżyny i góry fałdowe. Zespół tych struktur geologicznych ciągnie się na długość około 2600 km i reprezentuje on skały różnego wieku. Appalachy są silnie pofałdowanymi strukturami prekambryjskimi i paleozoicznymi zawierającymi skały metamorficzne, magmowe, sfałdowane w orogenezie kaledońskiej (część północna) i hercyńskiej (południowa), ponownie wydźwigniętych w trzeciorzędzie. Góry te zawierają w sobie ropę naftową i gaz ziemny i duże ilości skał budowlanych.
Pod względem geologicznym Appalachy mają swoje przedłużenie na zachód od doliny Missisipi, w obszarze tzw. Wyżyn Wewnętrznych, które tworzą wyżyną Ozark i niewysokie góry Ouachita. Region ten leży w stanach Arkansas i Oklahoma i został uformowany w podobny sposób co Appalachy. Także skład skał jest podobny do tego w Appalachach.

### Kordyliery
Struktura ta obejmuje całą zachodnią część USA i jest częścią wielkiego systemu gór Ameryki Północnej. Kordyliery powstały w wyniku mezozoicznych i trzeciorzędowych ruchów górotwórczych. Cechuje je rozmaitość skał pochodzących z różnych okresów geologicznych. Zbudowane są głównie ze skał osadowych i wulkanicznych pochodzących z trzeciorzędu, oraz skał osadowych i magmowych wieku paleozoicznego i mezozoicznego w części zachodniej. Część środkowa zbudowana jest ze skał magmowych i metamorficznych pochodzących z prekambru, przykrytych osadami wulkanicznymi. Część wschodnia obejmuje skały osadowe i wulkaniczne. Kordyliery Środkowe składają się z licznych pasm i łańcuchów górskich, rozdzielonych zapadliskami tektonicznymi i płytowymi kotlinami, wydźwigniętymi w trzeciorzędzie. Zapadliska tektoniczne Kordylierów są elementem tektonicznych uskoków i czynnych pęknięć skorupy ziemskiej, które obejmują zachodni kraniec pasm ciągnących się na całej długości gór. Jest to region sejsmiczny, gdzie na szczególną uwagę zasługuje słynny uskok San Andreas (św. Andrzeja), w rejonie którego leży metropolia Los Angeles.

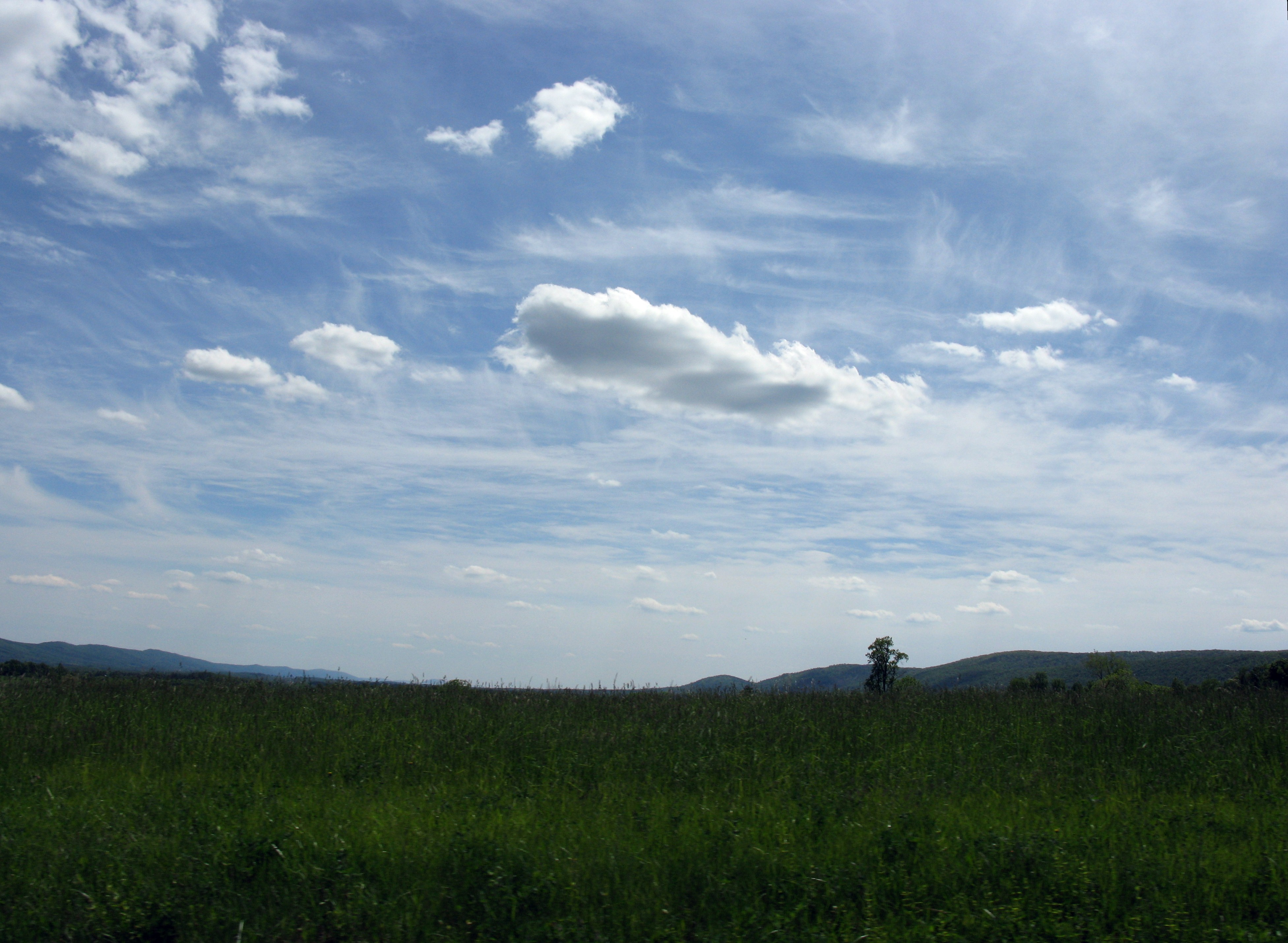
Krajobraz wschodnich USA w stanie Pensylwania

## Rzeźba
Rzeźba Stanów Zjednoczonych jest urozmaicona ze względu na wielkość powierzchni jaką ten kraj zajmuje. Występują tam zarówno tereny nizinne, jak wyżynne i górskie. Główną cechą rzeźby terenu w USA jest pasmowe rozmieszczenie jednostek geomorfologicznych i ich południkowe rozmieszczenie. W USA można wyróżnić siedem regionów geomorfologicznych.

### Niziny nadmorskie
Niziny te ciągną się od przylądka Cod w stanie Massachusetts do granicy z Meksykiem. Jest to duży obszar nizin wznoszących się do 100–150 m n.p.m., który okala całe wybrzeże Atlantyku i Zatoki Meksykańskiej. W wielu miejscach, szczególnie w okolicy Nowego Orleanu i Florydy obszar jest wybitnie nizinnych wznoszący się do 10 m n.p.m. Od niziny nadmorskich odchodzi na północ odgałęzienie, jakim jest szeroka dolina Missisipi, które stanowi część Równin Wewnętrznych.

### System appalaski
Jest to system wyżyn i gór ciągnący się na długości około 2600 km. Appalachy są górami średnich wysokości porównywalne z polskimi Karpatami i Sudetami, wznoszą się średnio na wysokość 1500 – 2000 m n.p.m. Główne ich pasmo – Pasmo Błękitne jest położone w południowej części systemu i wznosi się średnio do 2000 m n.p.m. Najwyższy szczyt Appalachów – Mount Mitchell wznosi się na 2037 m n.p.m. Na północy do Appalachów należą Góry Białe, których średnie wysokości osiągają 1800 m n.p.m. Najwyższy szczyt tego pasma – Mount Washington wznosi się na 1917 m n.p.m. Najniższe pasmo – Góry Zielone są górami niskimi o średniej wysokości 600 m n.p.m. Do wyżyn systemu Appalachów należą: Piedmont po wschodniej stronie gór i Wyżyny Appalaskie po zachodniej stronie, gdzie te ostatnie osiągają wysokości do około 1000 m n.p.m. Przedłużeniem Appalachów ku zachodowi jest wyżyna Ozark osiągająca 830 m n.p.m. Wyżyna ta cechuje się występowaniem dużej ilości jaskiń krasowych.

### Równiny Wewnętrzne
Równiny te są obszarem leżącym między pasem Appalachów a Górami Skalistymi. Obszar ten jest zdominowany przez krajobraz równinny, a cały region lekko się podnosi w kierunki zachodnim. Część wschodnia równin to ogromne niecki pięciu Wielkich Jezior i szeroka dolina Missisipi. Północna część Równin Wewnętrznych została poddana zlodowaceniu w okresie plejstocenu, tam też znajdują się liczne jeziora, w tym te największe, jak Michigan. W północnej części występują zespoły pagórków morenowych i wały morenowe wysokie do 50 m. W obu stanach Dakota znajdują się krajobrazy erozyjne zwane badlands. Leży tam pasmo Czarnych Wzgórz ze szczytami osiągającymi wysokość około 2000 m n.p.m. Równiny we wschodniej części wznoszą się do 200 m n.p.m., w środkowej średnie wysokości wynoszą 400 m n.p.m. zaś na zachodzie do 600 m n.p.m. Równiny te są częścią Wielkich Równin obejmujących także obszar Kanady.

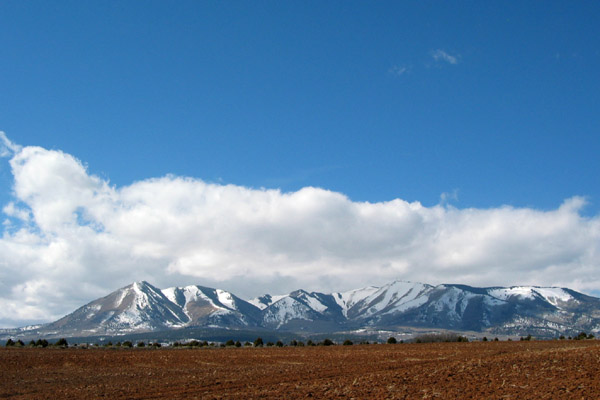
Kordyliery w stanie Utah

### Góry Skaliste
Ten wielki zespół pasm górskich stanowi część ogromnego łańcucha górskiego Kordylierów ciągnących się od Alaski po Meksyk i dalej na obszarze Ameryki Południowej, do Ziemi Ognistej.
Góry Skaliste wraz z towarzyszącymi im kotlinami ciągną się od Nowego Meksyku do północnych granic USA i wschodzą na terytorium Kanady. Góry Skaliste są górami wysokimi o średnich wysokościach ponad 2000 m n.p.m. W północnej części najwyższe szczyty to: Twin Peaks – 3148 m n.p.m. i Hyndman – 3681 m n.p.m. W środkowej części wierzchołki Gór Skalistych przekraczają 4000 m n.p.m. Wznoszą się tam takie szczyty jak Gannet Peak o wysokości 4202 m n.p.m. W środkowych Górach Skalistych leży wulkaniczny płaskowyż Yellowstone z licznymi gejzerami i gorącymi źródłami. Południowa część Gór Skalistych jest najwyższa; tu znajduje się najwyższy szczyt Gór Skalistych – Mount Elbert o wysokości 4401 m n.p.m. Typowym elementem rzeźby tego terenu są rozległe kotliny położone na wysokości od 2600 do 3000 m n.p.m.

### Wyżyny Śródgórskie

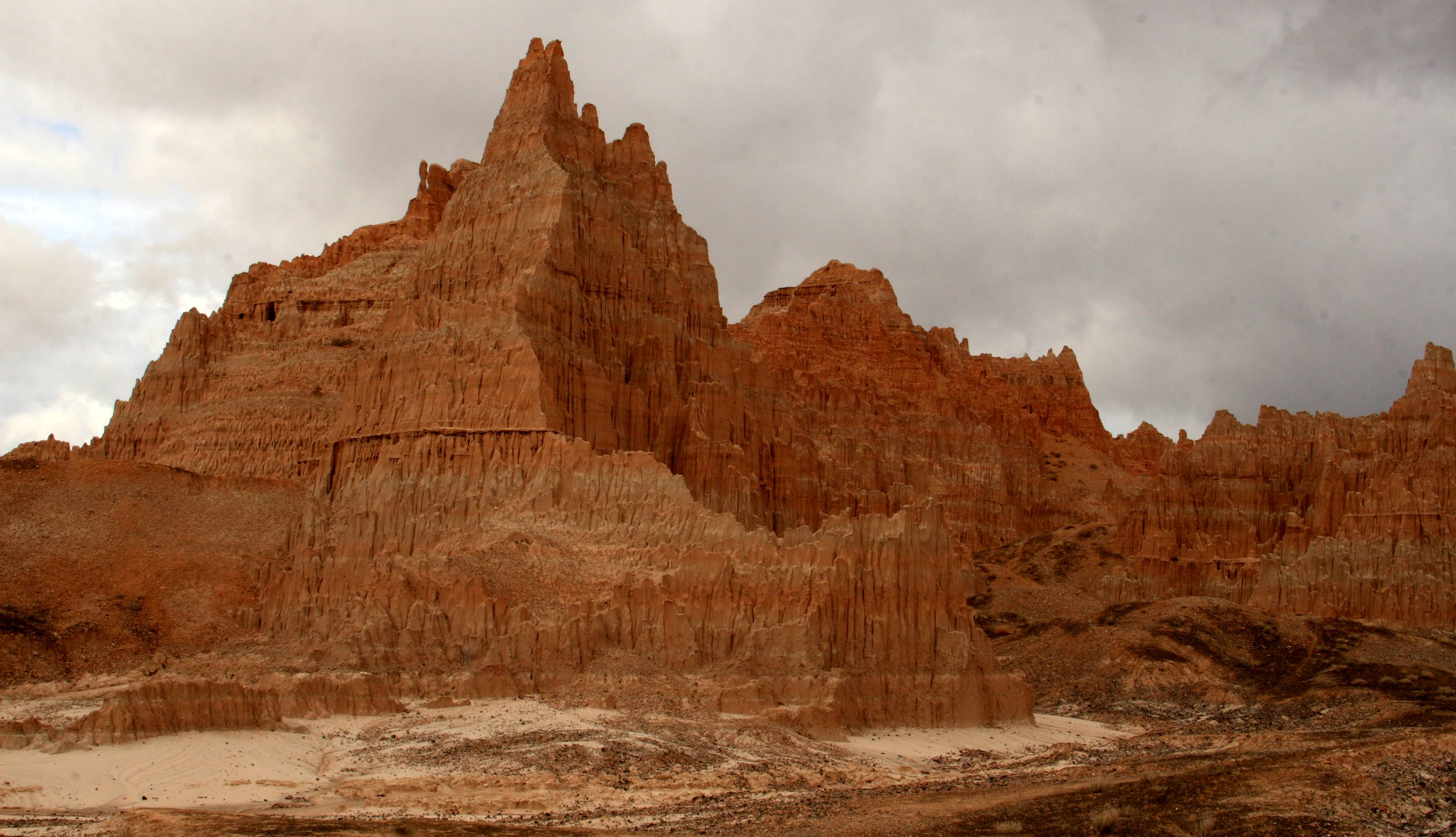
Formacje skalne w regionie Wielkie Kotliny (Nevada)

Wyżyny te leżą między wschodnimi a zachodnimi pasami Kordylierów i ciągną się od granicy z Kanadą do granicy z Meksykiem. Największą formacją tego regionu jest Wyżyna Kolumbii, wznosząca się średnio od 1000 do 2000 m n.p.m. W regionie tym występują pola lawowe z zespołem kraterów zwany Kraterami Księżycowymi. Mniej więcej na południe od owej wyżyny leży Wielka Kotlina. Na jej dnie występują liczne słone jeziora, przeważnie wyschnięte; największym jest Wielkie Jezioro Słone leżące obok stolicy stanu Utah o podobnej nazwie – Salt Lake City. Na obszarze Nevady, także w tym samym regionie Wielkiej Kotliny występuje sieć wyschniętych słonych jezior ze słynnym Groom Lake. Na obszarze Wielkiej Kotliny leżą liczne (około 150) krótkich pasm górskich, wznoszącym się ponad 3000 m n.p.m. Na południu Wielkiej Kotliny leży rów tektoniczny – Dolina Śmierci, długi na 130 km, gdzie znajduje się depresja 85 m.p.p.m. Depresja ta jest najniższym punktem na kontynencie amerykańskim. W skład wyżyn należy też Wyżyna Kolorado, gdzie charakterystycznym elementem rzeźby terenu są głębokie kaniony rzeczne. Tam właśnie znajduje się słynny Grand Canyon – Wielki Kanion rzeki Kolorado. Osobliwością regionu Kolorado jest Krater Meteorytowy (Meteor Crater) leżący w wulkanicznych górach San Francisco. Krater ten powstał w wyniku uderzenia meteorytu.

### Kordyliery Zachodnie
Region ten leży na samym zachodzie USA i składa się z długich i wysokich pasm górskich, oraz równoległych do nich, wydłużonych kotlin. W regionie Kordylierów Zachodnich leżą Góry Kaskadowe i góry Sierra Nevada, które razem stanowią jedną prowincję geomorfologiczną. Te dwa łańcuchy gór ciągną się na długości 1700 km. od południowych krańców Kanady do pustyni Mojave, leżące w pobliżu okręgu metropolitarnego Los Angeles. Góry Kaskadowe cechujące się ciągiem licznych dużych wulkanów wznoszą się na 3000 do 4000 m n.p.m. Najwyższy szczyt tego regionu – Mount Rainier – wznosi się na 4392 m n.p.m. Osobliwością tego regionu jest ogromna kaldera wypełniona obecnie przez Jezioro Kraterowe o powierzchni 50 km². Sierra Nevada jest wielkim blokiem granitowym wznoszącym się do około 3000 m n.p.m. Najwyższy szczyt tego regionu Mount Whitney ma 4418 m n.p.m. Jest to najwyższa góra głównej części Stanów Zjednoczonych. W skład Kordylierów Zachodnich wchodzi też Prowincja Nadpacyficzna, która stanowi zespół średnich i niskich gór, oraz zapadliskowych kotlin ciągnących się wzdłuż wybrzeża Pacyfiku. Góry Nadbrzeżne (Coast Ranges) wznoszą się na wysokość od 500 do 1500 m n.p.m. Najwyższą część stanowią góry Olympic, których najwyższy punkt ma 2242 m n.p.m. Obniżenie tektoniczne stanowi rów Puget i jego przedłużenie – dolina Willamete oraz Dolina Kalifornijska.

### Alaska
Alaska jest stanem USA i regionem geograficznym gdzie zbiegają się wszystkie jednostki regionalne Kordylierów. Cechą tego regionu jest równoleżnikowy układ form rzeźby terenu. Alaska jest w większości obszarem górzystym, na jej obszarze występują dwa główne pasma, są to góry Alaska na południu, gdzie ich przedłużeniem są Góry Aleuckie i Góry Brooksa. Zarówno pierwsze jak i drugie są górami wysokimi o przeciętnych wysokościach grubo przekraczającymi 2000 m n.p.m. Najwyższe są góry Alaska, gdzie wznosi się najwyższy szczyt całych USA – Denali (McKinley) o wysokości 6194 m n.p.m. Na południowy wschód od gór Alaska leży pasmo Gór Św. Eliasza, które obejmują obszar Kanady. Te góry także są wysokie, a po stronie Alaski wznosi się góra Św. Eliasza – 5489 m n.p.m. Szczyt ten leży w pobliżu najwyższej góry Kanady – Mount Logan. Między Górami Brooksa, a górami Alaski leżą wyżyny poprzecinane dolinami rzecznymi. Przeciętna wysokość wyżyn wynosi 1000 m n.p.m.

### Archipelag Wysp Hawajskich

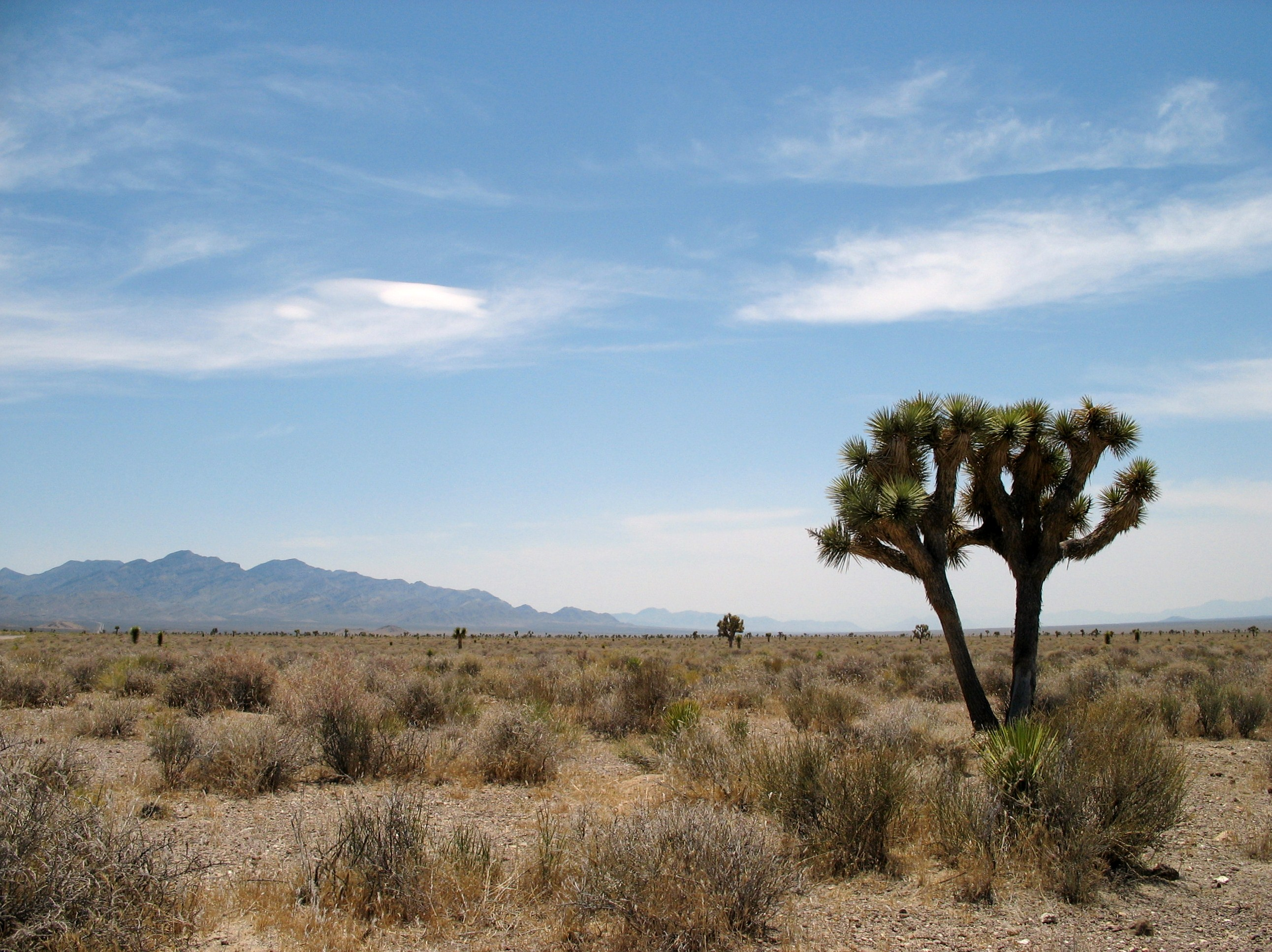
Krajobraz Nevady

Hawaje są 50. stanem USA i są całkiem odrębną częścią pod względem geomorfologicznym. Archipelag leży około 3500 km o zachodnich wybrzeży Stanów Zjednoczonych i rozciąga się na długości 2540 km. Hawaje są wyspami pochodzenia wulkanicznego, a ich szczyty to przeważnie czynne wulkany, które wyrastają z tzw. Grzbietu Hawajskiego. Powierzchnia wysp jest zmienna i powiększa się w wyniku erupcji wulkanów i stygnięcia lawy, która formuje nowe fragmenty wybrzeża. Wyspy Hawajów są górzyste, najwyższym szczytem jest Mauna Kea o wysokości 4205 m n.p.m.

## Regiony fizjograficzne
Stany Zjednoczone można podzielić na osiem głównych regionów różniących się krajobrazem i klimatem. Zostały one określone przez Nevina Fennemana w 1931 roku i składają się z 8 głównych części (regionów), 25 prowincji i 85 sekcji> Podstawowymi częściami są:
- Płaskowyż Laurentyński
- Równina Atlantycka
- Appalachy
- Wewnętrzne Równiny
- Wewnętrzny region górski
- Góry Skaliste
- Śródgórskie wyżyny
- Góry Nadbrzeżne

## Klimat
Ze względu na duży obszar i szeroki zakres szerokości geograficznej Stanów Zjednoczonych, występują tu strefy niemal każdego klimatu na świecie. Na zdecydowanym obszarze dominuje klimat umiarkowany, subtropikalny w regionie tzw. Głębokiego Południa, tropikalny na Hawajach i w południowej części stanu Floryda, klimat polarny na Alasce, półpustynny na obszarze Wielkich Równin na zachód od 100 południka długości zachodniej, śródziemnomorski na wybrzeżu Kalifornii i suchy w regionie Wielkiej Kotliny.
Największy wpływ na kształtowanie się pogody nad obszarem Stanów Zjednoczonych ma prąd strumieniowy, który powoduje powstawanie niżu barycznego na znacznych obszarach nad północnym rejonem Oceanu Spokojnego. Ponadto na znacznym obszarze Stanów Zjednoczonych klimat kształtowany jest przez przebieg pasm górskich (Kordyliery na zachodnim wybrzeżu i Appalachy na wschodnim), które blokują napływ oceanicznych mas powietrza nad kontynentalną część USA oraz prądy morskie opływające wybrzeże Stanów Zjednoczonych; ciepły Prąd Zatokowy i zimny Prąd Labradorski na Oceanie Atlantyckim oraz zimny Prąd Kalifornijski i ciepły Prąd Alaski na Oceanie Spokojnym. Południkowy przebieg łańcuchów górskich umożliwia przepływ mas powietrza z północy na południe i na odwrót. W okresie zimy nad obszarem Stanów Zjednoczonych dominują arktyczne masy powietrza napływające z północy, natomiast w lecie zwrotnikowe masy powietrza napływające z południa kontynentu Amerykańskiego.

### Wpływ El Niño

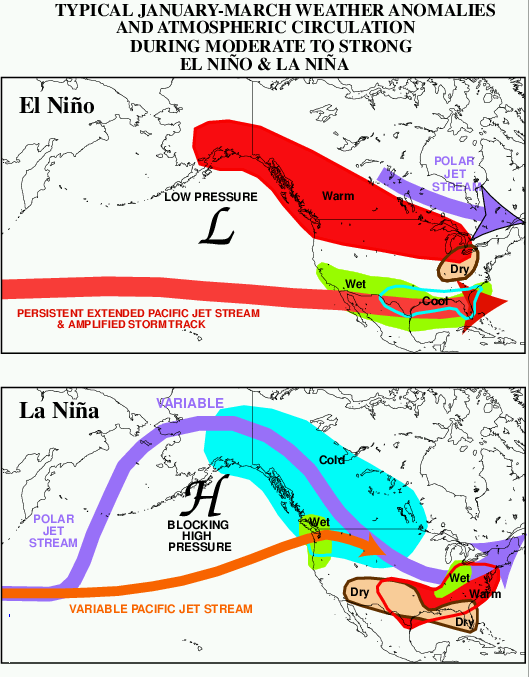
Wpływ El Niño na występowanie opadów w Ameryce Północnej

El Niño na obszarze Ameryki Północnej wpływa na przebieg prądu strumieniowego, w wyniku zmiany przebiegu zmienia się suma opadów w zachodniej części Stanów Zjednoczonych, w regionie Midwest oraz na południowym wschodzie. Ponadto zmiana trasy prądu strumieniowego wpływa na tworzenie się cyklonów tropikalnych nad Atlantykiem i Pacyfikiem poprzez zmiany temperatur wód w oceanach. Podczas El Niño prąd strumieniowy przebiega z zachód na wschód i zostaje przesunięty w południowe obszary Stanów Zjednoczonych; podczas La Niña prąd strumieniowy przebiega w dalszych regionach północnych.
El Niño powoduje podwyższenie się temperatur w północnej części kontynentalnych Stanów Zjednoczonych oraz na południu Alaski w okresie jesieni i zimy, oraz obniżenie temperatury w regionie Zatoki Meksykańskiej w okresie zimy.
W trakcie trwania La Niña nad obszarem Alaski panuje bardziej sucha pogoda niż, w trakcie El Niño, który na tym obszarze nie wpływa znacząco na bardziej suchą lub mokrą pogodę. Podczas trwania El Niño wzrost opadów zostaje odnotowany nad stanem Kalifornia. Ponadto zwiększa się ilość opadów w rejonie Zatoki Meksykańskiej oraz w regionie południowo-wschodnich stanów. Na przełomie zimy i wiosny podczas El Niño na archipelagu wysp Hawaje odnotowuje się mniejsza ilość opadów od średniej wieloletniej.
W wyniku anomalii pogodowej El Niño zwiększa się suma opadów śniegu w południowej części Gór Skalistych oraz w łańcuchu górskim Sierra Nevada oraz zmniejszenie opadów śniegu w regionie północnej części Midwest oraz na obszarze Wielkich Jezior Północnoamerykańskich. W przeciwieństwie do El Niño, La Niña powoduje wzrost opadów śniegu nad północno-zachodnim wybrzeżem oraz w zachodniej części Wielkich Jezior.
Anomalie El Niño i La Niña wpływają na intensywność występowania huraganów. El Niño powoduje zwiększenie liczby huraganów, tworzących się nad wschodnim Pacyfikiem oraz zmniejszenie liczby huraganów powstających nad Atlantykiem. La Niña w przeciwieństwie do El Niño przyczynia się do powstawania mniejszej liczby huraganów nad Pacyfikiem, a większej nad Oceanem Atlantyckim.

### Ekstrema
Najniższa temperatura na obszarze Stanów Zjednoczonych została odnotowana w stanie Alaska i wyniosła –62,2 °C, natomiast najwyższa temperatura została odnotowana w Dolinie Śmierci (Kalifornia) i wyniosła 56,7 °C.
Najwyższe opady śniegu występują w górach położonych w zachodnich stanach. Największa suma rocznych opadów śniegu występuje na Mount Rainier w stanie Waszyngton, i wynosi 1758 cm. Rekord opadu śniegu na Mount Rainier został odnotowany na przełomie lat 1971–1972 i wyniósł 2850 cm. Najwyższa suma opadu śniegu w Stanach Zjednoczonych została odnotowana na Mount Baker w północnej części stanu Waszyngton i wyniosła 2896 cm w zimie na przełomie lat 1998–1999.
Największe opady deszczu występują wzdłuż pasm górskich położonych nad Wybrzeżem Północno-Zachodnim, największa średnia suma opadów w kontynentalnej części Stanów Zjednoczonych występuje w Quinault Ranger (stan Waszyngton) i wynosi 3480 mm.. Większe opady występują jedynie na wulkanie Waiʻaleʻale położonym na wyspie Kauaʻi w archipelagu wysp Hawaje, średnia suma opadów wynosi 11684 mm. Najmniejsza roczna suma opadów występuje na pustyni Mojave, w mieście Yuma suma opadów wynosi 67 mm.

### Klimatogramy dla wybranych amerykańskich miast

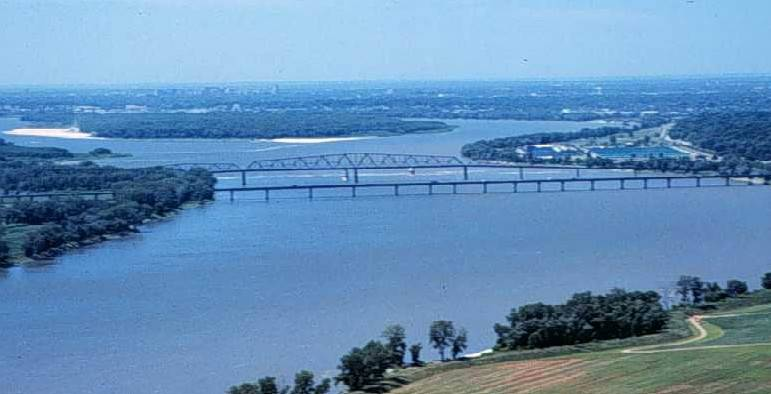
Rzeka Missisipi

| \| I \| II \| III \| IV \| V \| VI \| VII \| VIII \| IX \| X \| XI \| XII \| \| 0.7 23 9 \| 0.7 27 12 \| 0.7 34 18 \| 0.5 45 28 \| 0.7 55 39 \| 1.1 63 46 \| 1.7 66 52 \| 2.9 63 50 \| 2.9 55 41 \| 2.1 39 28 \| 1.1 28 16 \| 1.1 23 12 \| \| Temperatury w °F Opad całkowity w calach \| \| \| \| \| \| \| \| \| \| \| \| |           |           |           |           |           |           |           |           |           |           |           |
| I | II        | III       | IV        | V         | VI        | VII       | VIII      | IX        | X         | XI        | XII       |
| 0.7 23 9 | 0.7 27 12 | 0.7 34 18 | 0.5 45 28 | 0.7 55 39 | 1.1 63 46 | 1.7 66 52 | 2.9 63 50 | 2.9 55 41 | 2.1 39 28 | 1.1 28 16 | 1.1 23 12 |
| Temperatury w °F Opad całkowity w calach |           |           |           |           |           |           |           |           |           |           |           |

| I                                        | II        | III       | IV        | V         | VI        | VII       | VIII      | IX        | X         | XI        | XII       |
| 0.7 23 9                                 | 0.7 27 12 | 0.7 34 18 | 0.5 45 28 | 0.7 55 39 | 1.1 63 46 | 1.7 66 52 | 2.9 63 50 | 2.9 55 41 | 2.1 39 28 | 1.1 28 16 | 1.1 23 12 |
| Temperatury w °F Opad całkowity w calach |           |           |           |           |           |           |           |           |           |           |           |

| \| I \| II \| III \| IV \| V \| VI \| VII \| VIII \| IX \| X \| XI \| XII \| \| 4.4 52 36 \| 4.5 54 37 \| 5.4 63 43 \| 4.5 72 52 \| 3.1 79 61 \| 3.8 86 66 \| 4.7 88 70 \| 3.6 86 70 \| 3.3 82 64 \| 2.4 72 54 \| 3 61 43 \| 4.4 52 37 \| \| Temperatury w °F Opad całkowity w calach \| \| \| \| \| \| \| \| \| \| \| \| |           |           |           |           |           |           |           |           |           |         |           |
| I | II        | III       | IV        | V         | VI        | VII       | VIII      | IX        | X         | XI      | XII       |
| 4.4 52 36 | 4.5 54 37 | 5.4 63 43 | 4.5 72 52 | 3.1 79 61 | 3.8 86 66 | 4.7 88 70 | 3.6 86 70 | 3.3 82 64 | 2.4 72 54 | 3 61 43 | 4.4 52 37 |
| Temperatury w °F Opad całkowity w calach |           |           |           |           |           |           |           |           |           |         |           |

| I                                        | II        | III       | IV        | V         | VI        | VII       | VIII      | IX        | X         | XI      | XII       |
| 4.4 52 36                                | 4.5 54 37 | 5.4 63 43 | 4.5 72 52 | 3.1 79 61 | 3.8 86 66 | 4.7 88 70 | 3.6 86 70 | 3.3 82 64 | 2.4 72 54 | 3 61 43 | 4.4 52 37 |
| Temperatury w °F Opad całkowity w calach |           |           |           |           |           |           |           |           |           |         |           |

| \| I \| II \| III \| IV \| V \| VI \| VII \| VIII \| IX \| X \| XI \| XII \| \| 1.9 32 18 \| 1.6 34 19 \| 2.8 43 28 \| 3 55 39 \| 3.7 64 50 \| 4.1 75 61 \| 3.4 81 66 \| 3.1 79 64 \| 2.7 73 57 \| 2.8 61 46 \| 2.2 46 34 \| 1.9 36 23 \| \| Temperatury w °F Opad całkowity w calach \| \| \| \| \| \| \| \| \| \| \| \| |           |           |         |           |           |           |           |           |           |           |           |
| I | II        | III       | IV      | V         | VI        | VII       | VIII      | IX        | X         | XI        | XII       |
| 1.9 32 18 | 1.6 34 19 | 2.8 43 28 | 3 55 39 | 3.7 64 50 | 4.1 75 61 | 3.4 81 66 | 3.1 79 64 | 2.7 73 57 | 2.8 61 46 | 2.2 46 34 | 1.9 36 23 |
| Temperatury w °F Opad całkowity w calach |           |           |         |           |           |           |           |           |           |           |           |

| I                                        | II        | III       | IV      | V         | VI        | VII       | VIII      | IX        | X         | XI        | XII       |
| 1.9 32 18                                | 1.6 34 19 | 2.8 43 28 | 3 55 39 | 3.7 64 50 | 4.1 75 61 | 3.4 81 66 | 3.1 79 64 | 2.7 73 57 | 2.8 61 46 | 2.2 46 34 | 1.9 36 23 |
| Temperatury w °F Opad całkowity w calach |           |           |         |           |           |           |           |           |           |           |           |

| \| I \| II \| III \| IV \| V \| VI \| VII \| VIII \| IX \| X \| XI \| XII \| \| 0.5 43 16 \| 0.5 46 19 \| 1.3 54 25 \| 1.9 61 34 \| 2.3 70 45 \| 1.6 82 54 \| 2.2 88 59 \| 1.8 86 57 \| 1.1 77 48 \| 1 66 36 \| 1 52 23 \| 0.6 45 16 \| \| Temperatury w °F Opad całkowity w calach \| \| \| \| \| \| \| \| \| \| \| \| |           |           |           |           |           |           |           |           |         |         |           |
| I | II        | III       | IV        | V         | VI        | VII       | VIII      | IX        | X       | XI      | XII       |
| 0.5 43 16 | 0.5 46 19 | 1.3 54 25 | 1.9 61 34 | 2.3 70 45 | 1.6 82 54 | 2.2 88 59 | 1.8 86 57 | 1.1 77 48 | 1 66 36 | 1 52 23 | 0.6 45 16 |
| Temperatury w °F Opad całkowity w calach |           |           |           |           |           |           |           |           |         |         |           |

| I                                        | II        | III       | IV        | V         | VI        | VII       | VIII      | IX        | X       | XI      | XII       |
| 0.5 43 16                                | 0.5 46 19 | 1.3 54 25 | 1.9 61 34 | 2.3 70 45 | 1.6 82 54 | 2.2 88 59 | 1.8 86 57 | 1.1 77 48 | 1 66 36 | 1 52 23 | 0.6 45 16 |
| Temperatury w °F Opad całkowity w calach |           |           |           |           |           |           |           |           |         |         |           |

| \| I \| II \| III \| IV \| V \| VI \| VII \| VIII \| IX \| X \| XI \| XII \| \| 3.9 39 27 \| 3 43 28 \| 4.1 50 36 \| 3.9 61 45 \| 4.4 72 55 \| 3.5 79 64 \| 4.5 84 70 \| 4.1 82 68 \| 4 75 61 \| 3.4 64 50 \| 3.8 54 41 \| 3.6 45 32 \| \| Temperatury w °F Opad całkowity w calach \| \| \| \| \| \| \| \| \| \| \| \| |         |           |           |           |           |           |           |         |           |           |           |
| I | II      | III       | IV        | V         | VI        | VII       | VIII      | IX      | X         | XI        | XII       |
| 3.9 39 27 | 3 43 28 | 4.1 50 36 | 3.9 61 45 | 4.4 72 55 | 3.5 79 64 | 4.5 84 70 | 4.1 82 68 | 4 75 61 | 3.4 64 50 | 3.8 54 41 | 3.6 45 32 |
| Temperatury w °F Opad całkowity w calach |         |           |           |           |           |           |           |         |           |           |           |

| I                                        | II      | III       | IV        | V         | VI        | VII       | VIII      | IX      | X         | XI        | XII       |
| 3.9 39 27                                | 3 43 28 | 4.1 50 36 | 3.9 61 45 | 4.4 72 55 | 3.5 79 64 | 4.5 84 70 | 4.1 82 68 | 4 75 61 | 3.4 64 50 | 3.8 54 41 | 3.6 45 32 |
| Temperatury w °F Opad całkowity w calach |         |           |           |           |           |           |           |         |           |           |           |

| \| I \| II \| III \| IV \| V \| VI \| VII \| VIII \| IX \| X \| XI \| XII \| \| 4.7 59 46 \| 4.1 61 48 \| 3.4 63 50 \| 1.3 64 50 \| 0.6 66 52 \| 0.1 68 54 \| 0 68 54 \| 0.1 70 55 \| 0.3 72 55 \| 1.2 70 55 \| 3.3 64 50 \| 3.2 59 46 \| \| Temperatury w °F Opad całkowity w calach \| \| \| \| \| \| \| \| \| \| \| \| |           |           |           |           |           |         |           |           |           |           |           |
| I | II        | III       | IV        | V         | VI        | VII     | VIII      | IX        | X         | XI        | XII       |
| 4.7 59 46 | 4.1 61 48 | 3.4 63 50 | 1.3 64 50 | 0.6 66 52 | 0.1 68 54 | 0 68 54 | 0.1 70 55 | 0.3 72 55 | 1.2 70 55 | 3.3 64 50 | 3.2 59 46 |
| Temperatury w °F Opad całkowity w calach |           |           |           |           |           |         |           |           |           |           |           |

| I                                        | II        | III       | IV        | V         | VI        | VII     | VIII      | IX        | X         | XI        | XII       |
| 4.7 59 46                                | 4.1 61 48 | 3.4 63 50 | 1.3 64 50 | 0.6 66 52 | 0.1 68 54 | 0 68 54 | 0.1 70 55 | 0.3 72 55 | 1.2 70 55 | 3.3 64 50 | 3.2 59 46 |
| Temperatury w °F Opad całkowity w calach |           |           |           |           |           |         |           |           |           |           |           |

| \| I \| II \| III \| IV \| V \| VI \| VII \| VIII \| IX \| X \| XI \| XII \| \| 5.2 45 36 \| 3.9 48 37 \| 3.3 52 39 \| 2 57 43 \| 1.6 64 46 \| 1.4 70 52 \| 0.6 72 54 \| 0.7 73 55 \| 1.7 66 52 \| 3.3 59 46 \| 5 52 41 \| 5.4 46 37 \| \| Temperatury w °F Opad całkowity w calach \| \| \| \| \| \| \| \| \| \| \| \| |           |           |         |           |           |           |           |           |           |         |           |
| I | II        | III       | IV      | V         | VI        | VII       | VIII      | IX        | X         | XI      | XII       |
| 5.2 45 36 | 3.9 48 37 | 3.3 52 39 | 2 57 43 | 1.6 64 46 | 1.4 70 52 | 0.6 72 54 | 0.7 73 55 | 1.7 66 52 | 3.3 59 46 | 5 52 41 | 5.4 46 37 |
| Temperatury w °F Opad całkowity w calach |           |           |         |           |           |           |           |           |           |         |           |

| I                                        | II        | III       | IV      | V         | VI        | VII       | VIII      | IX        | X         | XI      | XII       |
| 5.2 45 36                                | 3.9 48 37 | 3.3 52 39 | 2 57 43 | 1.6 64 46 | 1.4 70 52 | 0.6 72 54 | 0.7 73 55 | 1.7 66 52 | 3.3 59 46 | 5 52 41 | 5.4 46 37 |
| Temperatury w °F Opad całkowity w calach |           |           |         |           |           |           |           |           |           |         |           |

| \| I \| II \| III \| IV \| V \| VI \| VII \| VIII \| IX \| X \| XI \| XII \| \| 1.9 77 59 \| 2.1 77 61 \| 2.6 81 64 \| 3.3 84 68 \| 5.5 88 72 \| 8.5 90 75 \| 5.8 91 77 \| 8.6 91 77 \| 8.4 90 75 \| 6.2 86 72 \| 3.4 81 68 \| 2.2 77 63 \| \| Temperatury w °F Opad całkowity w calach \| \| \| \| \| \| \| \| \| \| \| \| |           |           |           |           |           |           |           |           |           |           |           |
| I | II        | III       | IV        | V         | VI        | VII       | VIII      | IX        | X         | XI        | XII       |
| 1.9 77 59 | 2.1 77 61 | 2.6 81 64 | 3.3 84 68 | 5.5 88 72 | 8.5 90 75 | 5.8 91 77 | 8.6 91 77 | 8.4 90 75 | 6.2 86 72 | 3.4 81 68 | 2.2 77 63 |
| Temperatury w °F Opad całkowity w calach |           |           |           |           |           |           |           |           |           |           |           |

| I                                        | II        | III       | IV        | V         | VI        | VII       | VIII      | IX        | X         | XI        | XII       |
| 1.9 77 59                                | 2.1 77 61 | 2.6 81 64 | 3.3 84 68 | 5.5 88 72 | 8.5 90 75 | 5.8 91 77 | 8.6 91 77 | 8.4 90 75 | 6.2 86 72 | 3.4 81 68 | 2.2 77 63 |
| Temperatury w °F Opad całkowity w calach |           |           |           |           |           |           |           |           |           |           |           |

| \| I \| II \| III \| IV \| V \| VI \| VII \| VIII \| IX \| X \| XI \| XII \| \| 2.7 81 66 \| 2.4 81 66 \| 1.9 82 66 \| 1.1 82 68 \| 0.8 84 70 \| 0.4 88 72 \| 0.5 88 73 \| 0.5 90 75 \| 0.7 90 73 \| 2.2 88 73 \| 2.3 84 72 \| 2.8 82 68 \| \| Temperatury w °F Opad całkowity w calach \| \| \| \| \| \| \| \| \| \| \| \| |           |           |           |           |           |           |           |           |           |           |           |
| I | II        | III       | IV        | V         | VI        | VII       | VIII      | IX        | X         | XI        | XII       |
| 2.7 81 66 | 2.4 81 66 | 1.9 82 66 | 1.1 82 68 | 0.8 84 70 | 0.4 88 72 | 0.5 88 73 | 0.5 90 75 | 0.7 90 73 | 2.2 88 73 | 2.3 84 72 | 2.8 82 68 |
| Temperatury w °F Opad całkowity w calach |           |           |           |           |           |           |           |           |           |           |           |

| I                                        | II        | III       | IV        | V         | VI        | VII       | VIII      | IX        | X         | XI        | XII       |
| 2.7 81 66                                | 2.4 81 66 | 1.9 82 66 | 1.1 82 68 | 0.8 84 70 | 0.4 88 72 | 0.5 88 73 | 0.5 90 75 | 0.7 90 73 | 2.2 88 73 | 2.3 84 72 | 2.8 82 68 |
| Temperatury w °F Opad całkowity w calach |           |           |           |           |           |           |           |           |           |           |           |

## Hydrologia
Sieć rzeczna kraju jest ogólnie dobrze rozwinięta, lecz nierównomiernie rozmieszczona ze względu na układ opadów atmosferycznych, które mają istotny wpływ na ilość rzek i innych cieków wodny. System rzeczny USA można podzielić na wschodni i zachodni, a zasadniczą linię podziału stanowi dział wodny najwyższych partii Gór Skalistych. Góry te dzielą kraj na dwa zlewiska: pacyficzne na zachód od linii działu, i atlantyckie na wschód od tejże linii.

### Zlewisko pacyficzne

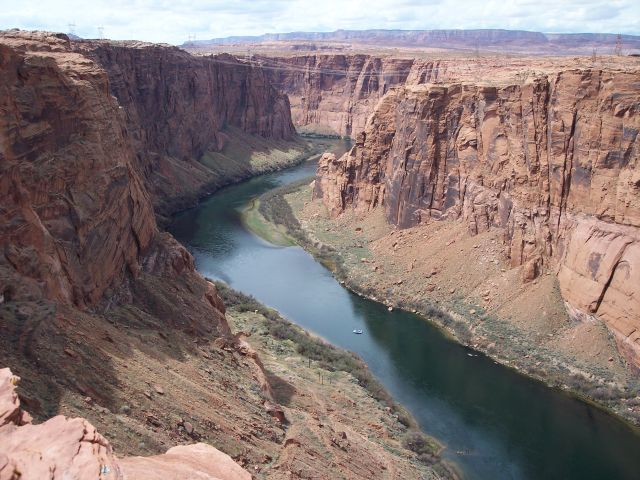
Rzeka Kolorado

Zajmuje niecałe 25% powierzchni kraju i wyróżnia się tam 4 główne systemy wodne i piąty na terenie Alaski.
Północne zlewisko pacyficzne obejmuje dorzecze rzeki Kolumbia i jej największy dopływ – rzekę Snake. Do tego zlewiska należą rzeki spływają do Pacyfiku z Gór Nadbrzeżnych. Kolumbia ma 1995 km długości i odwadnia obszar o powierzchni 668 tys. km². Południowe zlewisko pacyficzne obejmuje dorzecze rzek San Joaquin i Sacramento, oraz dopływy z gór Sierra Nevada. Krótkie rzeki spływają także ze zboczy Gór Nadbrzeżnych.
Zlewisko Wielkiej Kotliny to suchy teren bezodpływowy, występują ta rzeki okresowe. Rzeki te zasilane są roztopami z pobliskich gór. Występują tam liczne słone, często zupełnie wyschnięte jeziora. Największe Wielkie Jezioro Słone w Utah ma zmienną powierzchnię, gdzie największy obszar lustra wynosi około 6 tys. km². W sąsiedniej Nevadzie występują liczne solniska i słone jeziora, całkowicie wyschnięte, jak wspomniane wcześniej Groom Lake.
W skład zlewiska Oceanu Spokojnego należy także rzeka Kolorado. Jej dorzecze obejmuje podobne rozmiary co płynące na północnym zachodzie rzeka Kolumbia. Kolorado jest długie na 2320 km i przez tysiące lat wyżłobiła ogromne kaniony. Kolorado zasilane jest przez wody pochodzące z wysokogórskich śniegów.
Zlewisko Morza Beringa i Zatoki Alaski wchodzi w skład Pacyfiku i obejmuje obszar stanu Alaska. Największy obszar obejmuje dorzecze Jukonu, rzeka ta odwadnia 1 12 mln km². Rzeka ta ma długość 2848 km, a jej górny odcinek znajduje się na terytorium Kanady. Rzeka ta zamarza na okres ośmiu miesięcy. Reszta rzek Alaski to cieki nie posiadają dobrze rozwiniętych dorzeczy i w porównanie z Jukonem są krótkie. Cechą tych rzek są lejkowate ujścia.

### Zlewisko atlantyckie
Zlewisko to obejmuje największy obszar kraju; największym systemem rzecznym jest rzeka Missisipi, wraz z jej najdłuższym dopływem Missouri. Łączna ich długość wynosi 5970 km, a odwadniany obszar obejmuje 3,25 mln km². Obszar jaki obejmuje Missisipi to tereny leżące między Kordylierami a Wielkimi Jeziorami i Appalachami. Wschodnia część tego systemu wodnego jest wilgotna i otrzymuje duże ilości opadów, przez co występuje tam gęsta sieć rzeczna. Zachodnie dorzecze Missisipi jest suche, a większość rzek bierze swój początek w Górach Skalistych, dlatego też sieć rzeczna jest gęsta. Missisipi uchodzi do Zatoki Meksykańskiej, które jest częścią Atlantyku, tam tworzy ogromną deltę o powierzchni 36 tys. km².
Zachodnie zlewisko Zatoki Meksykańskiej obejmuje wyżyny Teksasu i Nowego Meksyku. Największym systemem wodnym jest Rio Grande z największym dopływem Pecos. Wschodnie zlewisko Zatoki Meksykańskiej i południowe zlewisko Atlantyku stanowią jeden region hydrograficzny. Wszystkie rzeki tego regionu, z wyjątkiem tych na Florydzie spływają z najwyższych pasm Appalachów. Jedną z najdłuższych rzek tego regionu jest Alabama o długości 1173 km. Większość rzek które uchodzą do Oceanu Atlantyckiego ma od 500 do 600 km długości. Są to takie rzeki jak Savannah, Roanoke, czy płynąca przez stolicę kraju Potomak. Na nizinnym i płaskimi półwyspie Florydy, sieć rzeczna jest słabo rozwinięta, gdzie główna przyczyną jest występowanie krasowego podłoża. Liczne są tam jeziora i bagna. Największym jeziorem na Florydzie jest Okeechobee o powierzchni 1812 km² i głębokości zaledwie 6 m.
Północne zlewisko Atlantyku jest niewielkim obszarem hydrograficznym. Występują tam rzeki spływające z gór Adirondack oraz gór i wyżyn Nowej Anglii. Największą rzeką tego obszaru jest Susquehanna o długości 714 km. W tym regionie znajduje się duża liczna polodowcowych jezior.
Dorzecze Wielkich Jezior i Rzeki Św. Wawrzyńca, zajmuje na terenie USA mały obszar. Centrum tego dorzecza stanowi zespół Wielkich Jezior, które połączone są w jeden system z Rzeką Św. Wawrzyńca. Długość całego systemu wynosi 3762 km². Wielkie Jeziora są głębokimi zbiornikami wodnymi, przez co są największymi zbiornikami wody słodkiej na Ziemi. Największym jeziorem leżącym w całości terenie USA jest jezioro Michigan o powierzchni 57 866 km² i głębokości do 281 m. Pozostałe jeziora są zbiornikami granicznymi z Kanadą. Należą do nich: Jezioro Górne o powierzchni 82 103 km² i głębokości do 406 m, jezioro Huron o powierzchni 59 806 km², i jezioro Erie o powierzchni 25 657 km² i głębokości do 64 m. Ostatnim jeziorem, jest Jezioro Ontario, od którego swój początek bierze Rzeka Św. Wawrzyńca. Jezioro to ma powierzchnię 19 800 km², a głębokość jego sięga 244 m.

## Gleby

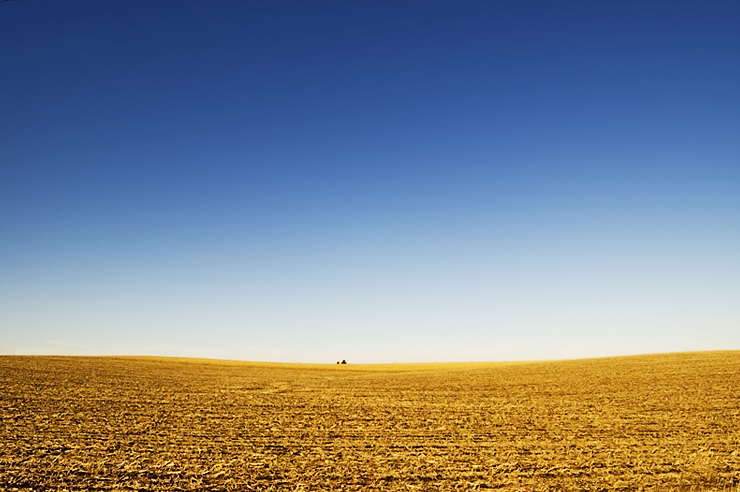
Gleba typu Mollisols w stanie Nebraska

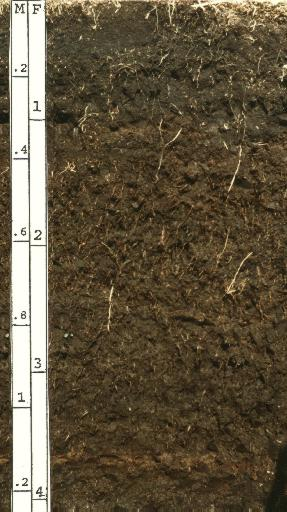
Profil glebowy – Histisol

Pokrywa glebowa w Stanach Zjednoczonych ma charakter strefowy, która uzależniona jest od stref klimatycznych świata. Klasyfikacja gleby według systemu Departamentu Rolnictwa Stanów Zjednoczonych i National Cooperative Soil Survey wyróżnia 12 głównych typów gleb.

### Charakterystyka gleb
- Gelisols – gleby występujące w zimnym klimacie, wieczna zmarzlina sięga 2 m w głąb gruntu. W Stanach Zjednoczonych gleby te zajmują 8,7% powierzchni kraju i występują w stanie Alaska oraz na obszarach wysokogórskich. Ponadto wyróżnia się trzy rodzaje tych gleb: Histels, Turbels i Orthels[44].
- Histosols – gleby zbudowane głównie z materii organicznej, która stanowi od 20 do 30% masy gleby. Grubość materii organicznej wynosi ponad 40 cm. Występują na obszarach podmokłych w regionie Wielkich Jezior, wzdłuż wschodniego wybrzeża USA oraz w stanie Floryda. Wyróżnia się pięć rodzajów tych gleb: Folists, Wassists, Fibrists, Saprists i Hemists. Zajmują 1,6% powierzchni Stanów Zjednoczonych[45].
- Spodosols – kwaśne gleby, charakteryzuje się pod powierzchniową warstwą próchnicy zbudowaną głównie z glinu i żelaza. Występują w klimacie umiarkowanym chłodnym, pod lasami iglastymi; słabo urodzajne w celu poprawy urodzajności tych gleb wymagane jest dodawanie wapnia. Wyróżnia się pięć rodzajów tych gleb: Aquods, Gelods, Cryods, Humods i Orthods. Zajmują 3,5% powierzchni Stanów Zjednoczonych, występują w stanach Waszyngton, Oregon, na Alasce oraz w Michigan, Wisconsin na Florydzie oraz w regionie Nowa Anglia[46].
- Andisols – gleby utworzone na popiele wulkanicznym, bogate w fosfor. Występują w północno-zachodnich Stanach Zjednoczonych (głównie w stanach Waszyngton i Oregon) oraz na Hawajach. Wyróżnia się osiem rodzajów tych gleb: Aquands, Gelands, Cryands, Torrands, Xerands, Vitrands, Ustands i Udands. W Stanach Zjednoczonych gleby te zajmują 1,7% powierzchni kraju[47].
- Oxisols – gleby silnie zwietrzałe, charakteryzują się występowaniem tlenków: żelaza oraz glinu. Gleby słabo urodzajne, wyróżnia się pięć rodzajów tych gleb: Aquox, Torrox, Ustox, Perox i Udox. W Stanach Zjednoczonych, gleby Oxisols zajmują jedynie 0,02% powierzchni kraju i występują na wyspach archipelagu Hawaje oraz na Portoryko[48].
- Vertisols – gleby gliniaste, porośnięte głównie łąkami i sawannami, występują w klimacie półpustynnym. Wyróżnia się sześć rodzajów tych gleb: Aquerts, Cryerts, Xererts, Torrerts, Usterts i Uderts. Zajmują 2% powierzchni Stanów Zjednoczonych, występują przede wszystkim w stanie Teksas oraz na granicy stanów: Arkansas, Luizjana i Missisipi[49].
- Aridisols – gleby występujące w suchych regionach; zbudowana z gliny, węglan wapnia, krzemu i z soli lub z gipsu. Charakteryzują się bardzo małą ilością materii organicznej. Gleby nie wykorzystywane w rolnictwie. Wyróżnia się siedem rodzajów tych gleb: Cryids, Salids, Durids, Gypsids, Argids, Calcids i Cambids. Zajmują 8,3% powierzchni Stanów Zjednoczonych, występują w zachodniej części kraju (głównie w stanach: Nevada, Arizona i Utah)[50].
- Ultisols – gleby silnie wyługowane, o stosunkowo niskiej płodności. Występują w klimatach: umiarkowany chłodny oraz w strefie klimatu równikowego. W wyniku procesu wietrzenie z gleb zostało wypukanych duża część: wapnia, magnezu i potasu. Gleby nadają się do produkcji rolnej, po ówczesnym nawożeniu nawozów oraz nawodnieniu. Wyróżnia się pięć rodzajów tych gleb: Aquults, Humults, Udults, Ustults i Xerults. Zajmują 9,2% powierzchni Stanów Zjednoczonych i występują przede wszystkim we wschodniej części kraju (Nizina Atlantycka)[51].
- Mollisols – gleby porośnięte głównie trawami, utworzone na lessach; wykorzystywane rolniczo. Wyróżnia się osiem rodzajów tych gleb: Albolls, Aquolls, Rendolls, Gelolls, Cryolls, Xerolls, Ustolls i Udolls. Występują płatowo w kontynentalnej części Stanów Zjednoczonych (największa koncentracja na obszarze Wielkich Równin), zajmują 21,5% powierzchni[52].
- Alfisols – gleby porośnięte lasami, charakteryzują się wysoką płodnością. Występują w klimacie umiarkowanym wilgotnym. Wyróżnia się pięć rodzajów tych gleb: Aqualfs, Cryalfs, Udalfs, Ustalfs i Xeralfs. Występują płatowo w kontynentalnej części Stanów Zjednoczonych i zajmują 17% powierzchni[53].
- Inceptisols – gleby słabe, wykazują minimalny rozwój poziomu genetycznego. Gleby Inceptisols, występują przede wszystkim w górach lub na młodych geomorfologicznych powierzchniach. Występują płatowo w kontynentalnej części Stanów Zjednoczonych oraz na Alasce, Hawajach i Portoryko, zajmują 9,7% powierzchni. Wyróżnia się siedem rodzajów tych gleb: Aquepts, Anthrepts, Gelepts, Cryepts, Ustepts, Xerepts i Udepts[54].
- Entisols – gleby nie wykazujące żadnych profili glebowych oprócz poziomu próchniczego. Występują m.in.: na skalistych podłożach i w dolinach rzecznych. W Stanach Zjednoczonych gleby te zajmują 12,3% powierzchni kraju, występują we wszystkich stanach. Wyróżnia się sześć rodzajów tych gleb: Wassents, Aquents, Arents, Psamments, Fluvents i Orthents[55].

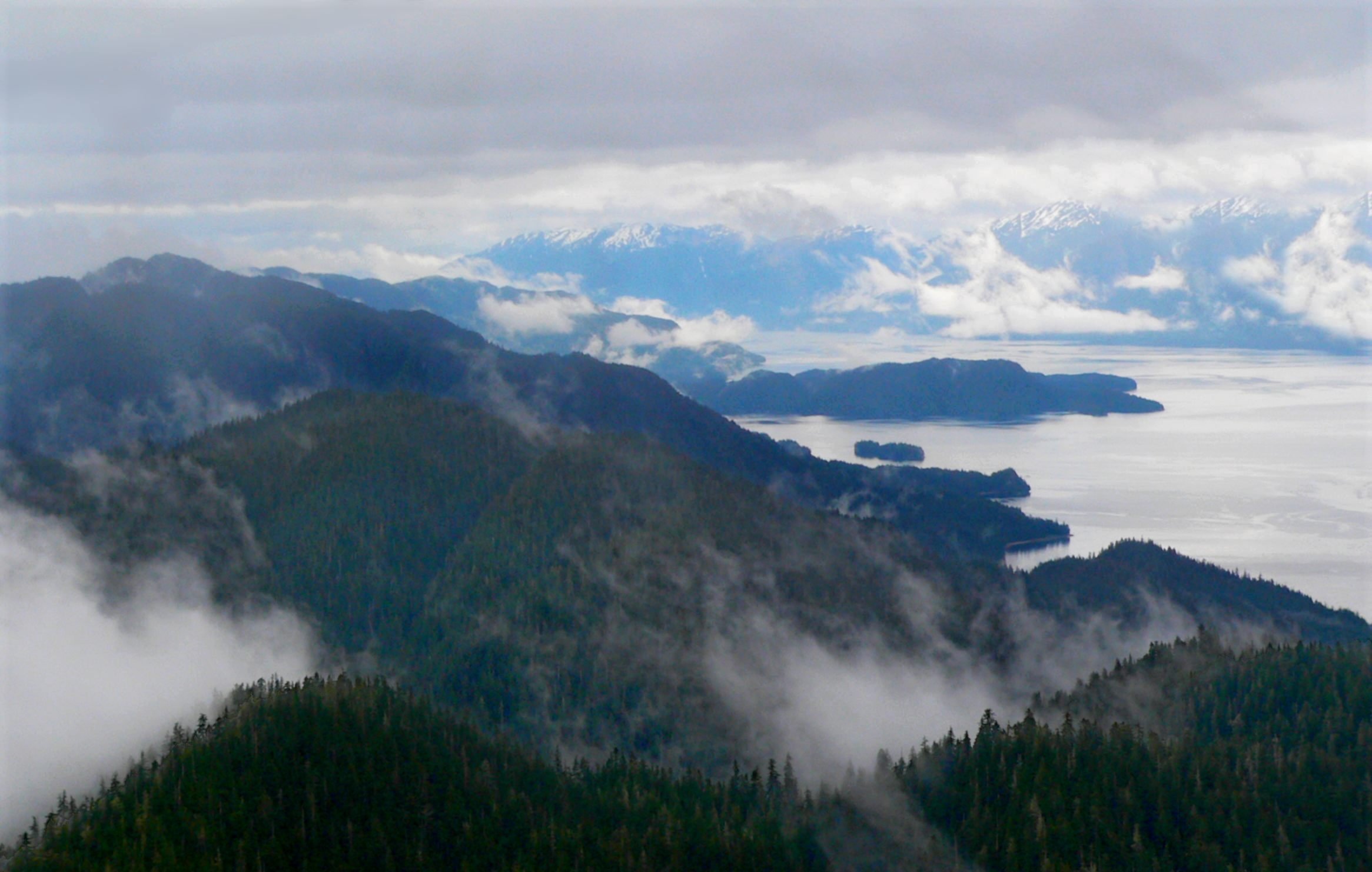
Wybrzeże Alaski

## Flora
Szata roślinna USA jest zróżnicowana, co wpływ na to ma powierzchni i różnice klimatyczne i krajobrazowe kraju. Naturalna szata roślinna kraju należy do regionu roślinnego zwanym Holarktydą. Kraj cechuje się bogactwem gatunkowym, gdzie występuje wiele gatunków drzew. Pomimo wysokiego poziomu uprzemysłowienia kraju i urbanizacji, w wielu miejscach przyroda jest dobrze zachowana, choć nie w takim stopniu jak w Kanadzie. W USA wiele połaci terenów jest niezamieszkanych, lub słabo zaludnionych. Szatę roślinną kraju można podzielić na prowincje: subarktyczną, atlantycką i pacyficzną.

### Prowincja subarktyczna
Prowincja ta obejmuje Alaskę z wyjątkiem obszarów nadbrzeżnych leżących nad Pacyfikiem. Na zwartym obszarze USA prowincja ta wchodzi na tereny stanów Minnesota, Wisconsin i Michigan. Na terenie tej prowincji występują dwie formacje roślinne.

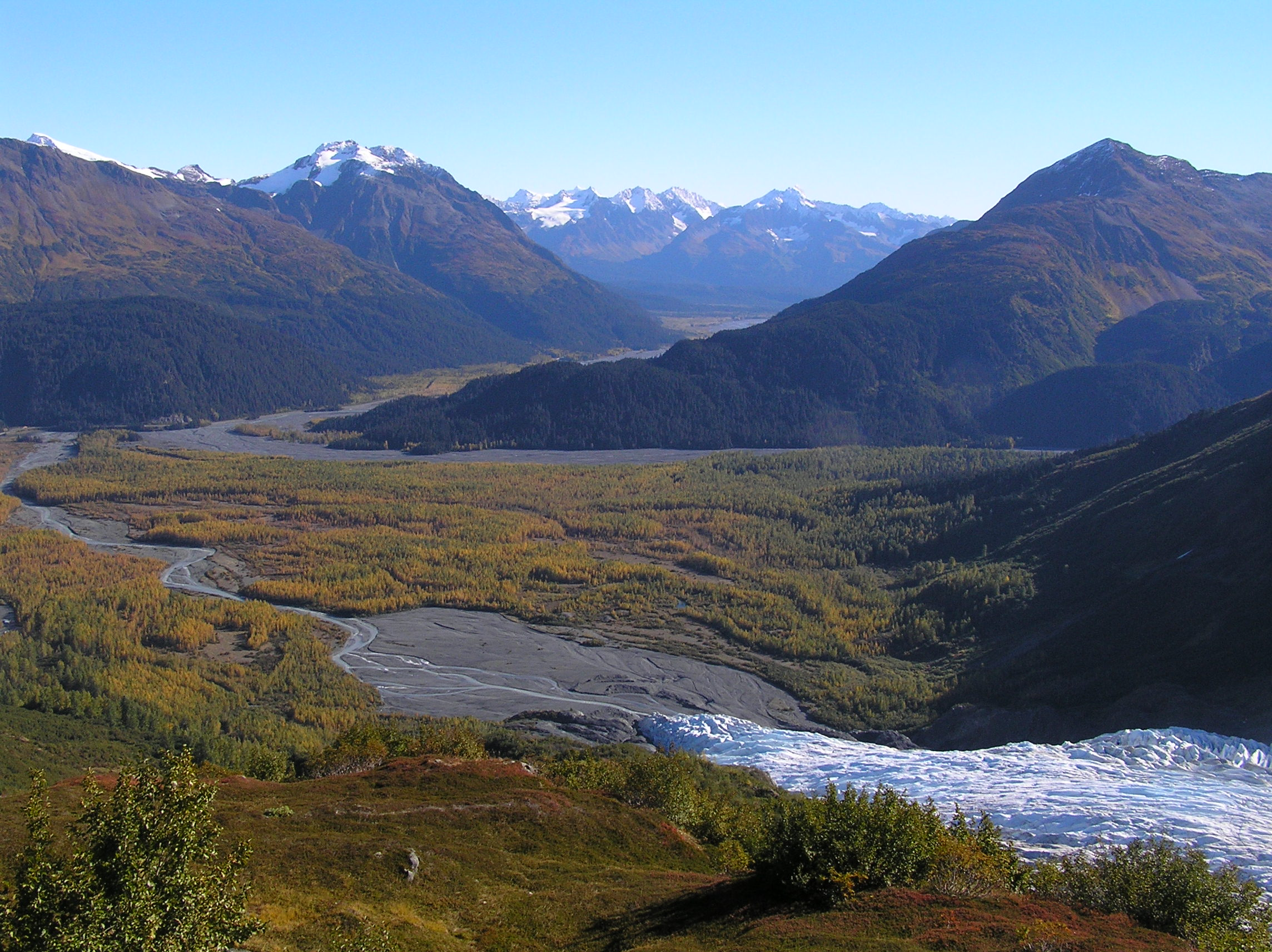
Górzyste wnętrze Alaski

Pierwszą z nich jest arktyczna tundra, która obejmuje tereny górskie Alaski, jej północną i zachodnią część. Cechą tundry jest występowanie w podłożu ziemi wieloletniej zmarzliny. Na terenie tym nie występuje roślinność drzewiasta. Północna część tundry to tereny pokryte mchami i porostami, zaś pozostała część tundry to tereny gdzie występuje udział niskich krzewów olchy i karłowatej brzozy. Tundra ta w kierunku lasów przechodzi w lasotundrę. Drugą formacją roślinną jest las borealny – tajga. W lasach tych przeważającą formację stanowią lasy iglaste. Na Alasce rosną świerki białe i czarne. Na zwartym terenie USA. tajga zajmuje niewielkie obszary, zajmują region Wielkich Jezior. Nad Wielkimi Jeziorami, las borealny występuje w formie lasów sosnowych, gdzie głównym gatunkiem jest sosna wejmutka i sosna Banksa. W strefie od Minnesoty do Wielkich Jezior rosną lasy świerkowe.

### Prowincja atlantycka
Prowincja atlantycka obejmuje znaczny obszar głównej części Stanów Zjednoczonych. Zajmuje ona obszar na wschód od pasa Kordylierów. Obszar ten dzieli się na dwie części: wschodnią zalesioną i zachodnią bezleśną, gdzie panuje suchy klimat. Ponadto szata roślinna zmienia się z północy na południe, jest więc adekwatna do stref klimatycznych od umiarkowanej do podzwrotnikowej. Jedynie w tej prowincji południowy kraniec Florydy cechuje się zwrotnikowym, wilgotnym klimatem, a co za tym idzie – odmienna szatą roślinną.

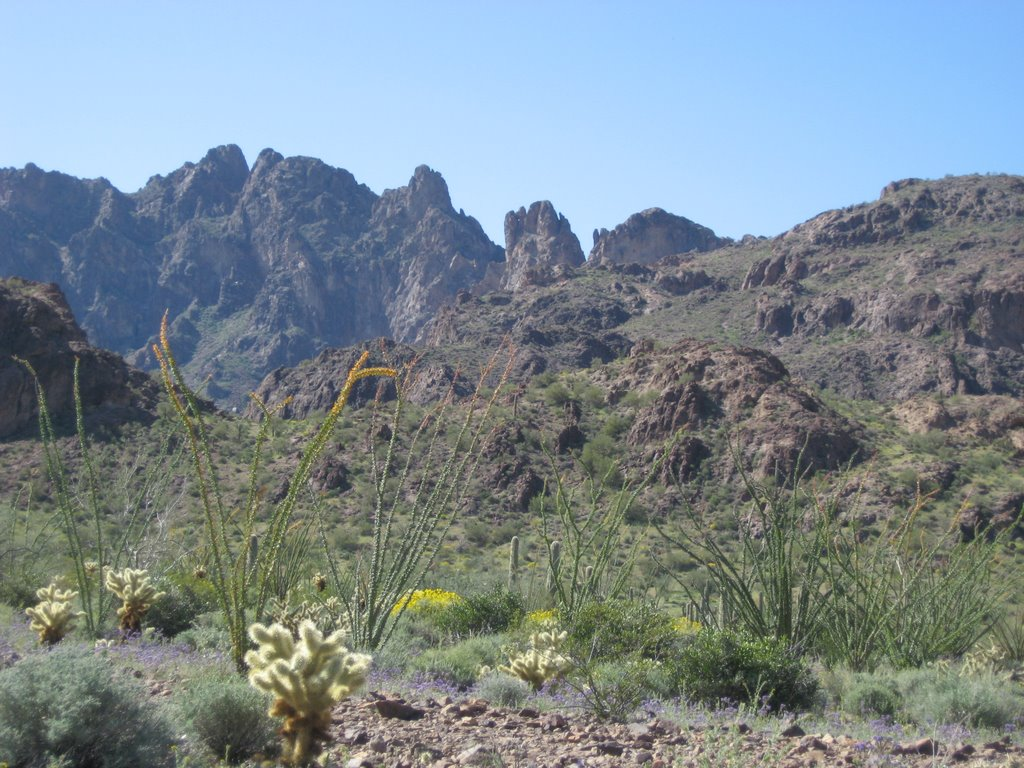
Skąpa, półpustynna roślinność Arizony

Wilgotny obszar we wschodniej części kraju jest zdominowany przez lasy liściaste. Jedynie tereny gór, powyżej 1 000– 1200 m n.p.m. są zajęte przez lasy iglaste. W lasach wschodnich dominują różne gatunki dębu, występują też kasztany, tulipanowce i kilka gatunków orzesznika amerykańskiego. W Appalachach rosną klony, buki i niewielkie ilości brzóz. Wyżej rosną drzewa iglaste jak świerki, jodły czy choina. Niziny nadmorskie pokrywają lasy sosnowe. Bagienne tereny nad Zatoką Meksykańską porastają cypryśniki.

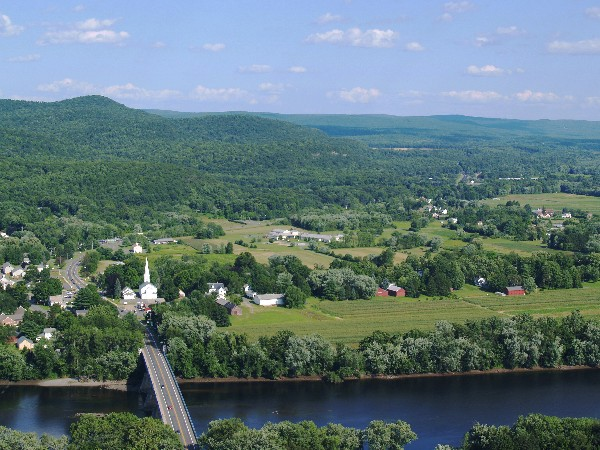
Lasy w stanie Massachusetts

Lasy tej prowincji w kierunku zachodnim przerzedzają się i przechodzą w lasoprerię. Tereny tworzą przeważnie małe dąbrowy, rozrzucone wśród prerii. Formacja a ciągnie się południkowy przez stany: Kansas, Iowa i Minnesota. Osobliwością wschodniego, wilgotnego regionu USA jest brak układu strefowości, ściśle adekwatnej do szerokości geograficznej, tak jak jest to widoczne w Europie czy Azji. Stany takie jak Tennessee, czy Karolina, które leżą na szerokości geograficznej południowej Grecji, Sycylii czy Libanu, nie porasta roślinność podzwrotnikowa, śródziemnomorska. Nie ma tam palm, cyprysów, czy innych ciepłolubnych drzew, tak jak ma to miejsce w południowej Europie. Roślinność palmowata pojawia się w Karolinie Południowej jedynie w strefie nadmorskiej. Wyjątek stanowi Floryda, gdzie występuje większy udział roślinności wiecznie zielonej.
Zachodnia, sucha część prowincji atlantyckiej jest bezleśna. Obszar przejściowy między wschodem a zachodem zajmowała wysokotrawiasta preria. Obecnie tereny te zajęte są przez pola uprawne i łąki. Część zachodnia, bliżej pasa Kordylierów zajmuje preria niskotrawiasta. Występują tam niskie trawy i słoneczniki.

### Prowincja pacyficzna
Region ten obejmuje cały obszar Kordylierów i jest zróżnicowany pod względem roślinności. Przyczyną jest tutaj występowanie gór, a co za tym idzie – piętrowości klimatycznej. W prowincji tej występuje wyraźna różnica między wilgotnym klimatem i roślinnością pasa nadbrzeżnego a suchym klimatem wnętrza tej górskiej krainy. Prowincja ta ciągnie się od Alaski, obejmując obszar Kanady i sięga do południowo-zachodnich stanów. Na Alasce, w strefie nadbrzeżnej lasy świerkowe, ze świerkiem sistajskim, choiną i tują. W regionie Waszyngton-Oregon, oprócz formacji iglastych występuje udział drzew liściastych, głównie dębu. W regionie Kalifornii, lasy ograniczają się do terenów górskich, gdzie jest bardziej wilgotno. W Sierra Nevada charakterystycznymi gatunkami są sekwoje, osiągające znaczne rozmiary zarówno w grubości pnia jak i wysokości. Poza sekwojami rosną sosny cukrowe, jodły i modrzewie.

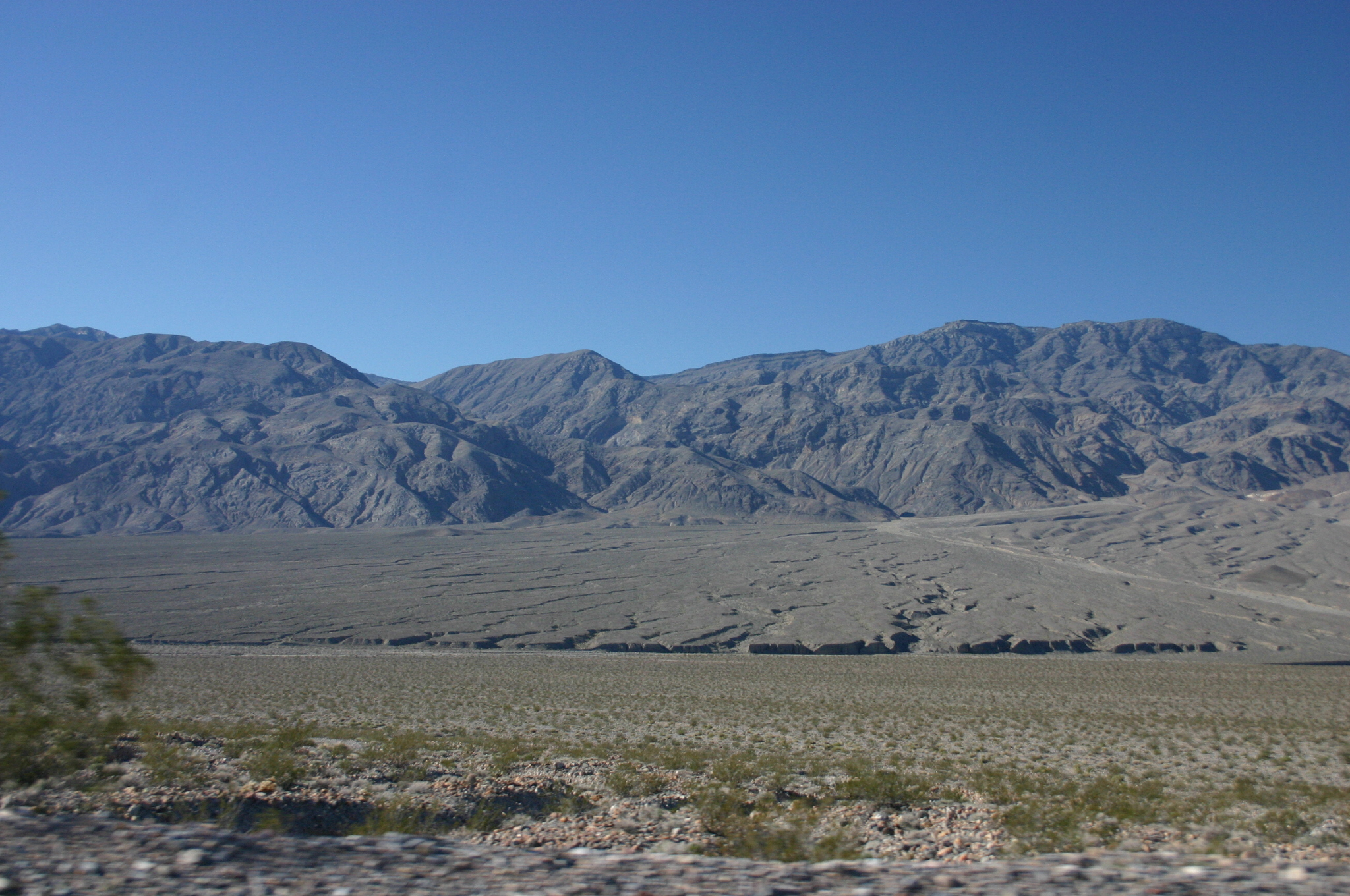
Pustynny Krajobraz Kalifornii

Góry Skaliste stanowią wschodnie skrzydło prowincji pacyficznej. Lasy w tym regionie występują wysoko, na zboczach gór. Rosną tam lasy iglaste ze świerkiem srebrnym i jodłą srebrną. Na południu, u stóp gór piętro roślinne jest wybitnie suche. Tworzy je formacja zwana strefą sonorską z charakterystyczną formacją roślinną zwaną mesquite. Wyższe piętro na południu Gór Skalistych jest porośnięte niską sosną zwaną pińon i jałowcami. Wyżej rosną lasy „strefy hudsońskiej”, gdzie rosną jodły i świerki.
Suche regiony Kalifornii cechują się występowaniem formacji krzewiastej zwanej chaparral, która przypomina śródziemnomorską makię. W rejonach tych rosną niskie i kolczaste dęby. Śródgórskie kotliny i wyżyny pokryte są stepowo-pustynnymi i pustynnymi formacjami roślinnymi. Na Wyżynie Kolumbii i w Wielkiej Kotlinie występuje step piołunowy, a gorące regiony Nevady zajmuje półpustynia piołunowa. Na pograniczu meksykańskimi cechujące się suchym klimatem zajmuje formacja roślinna zwana sotol. Jest to roślinność strefy zwrotnikowej, gdzie rosną kaktusy, opuncje i agawy. Ponadto występują byliny i drzewiastym pokroju, zwane „drzewem Jozuego”.

### Kraina neotropikalna
Jej niewielki fragment obejmuje południową Florydę, gdzie występuje klimat zwrotnikowy wilgotny. Występują tam lasy namorzynowe i zbiorowiska leśne przypominające dżunglę, zwane hammock. Obszar tej roślinności obejmuje głównie Park Narodowy Everglades i tereny przylegające do niego. Rosną tam wilgotne, lasy wiecznie zielone, choć nie rosną tam gatunki typowe dla lasów tropikalnych. Rosną tam wiecznie zielone dęby, magnolie, niskopienne palmy sabal i palmetto. Region paleotropikalny obejmuje pięćdziesiąty stan USA – Hawaje. Rośnie tam typowa dla tropików roślinność.

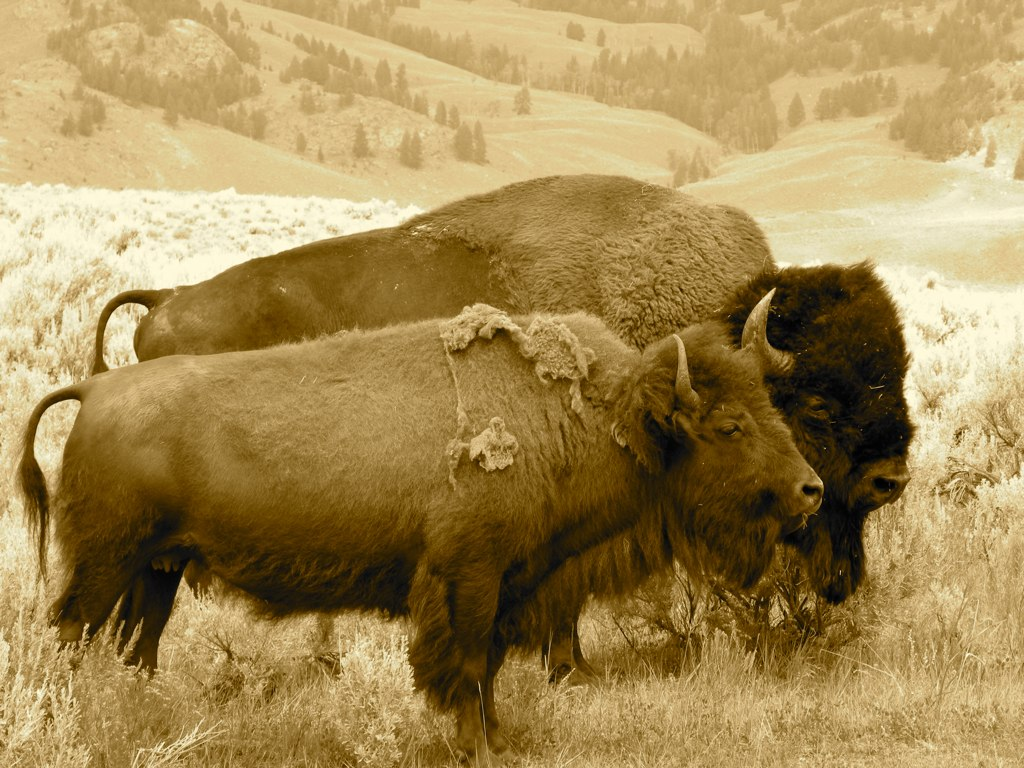
Bizony amerykańskie

## Fauna
Fauna USA jest zróżnicowana, tak jak roślinność. Kraj który obejmuje subpolarną Alaskę, umiarkowaną zwartą część kraju, a także podzwrotnikową – stepową, półpustynną i pustynną i zwrotnikową część Florydy cechuje się dużą różnorodnością gatunkową. Występują cztery prowincje faunistyczne.

### Prowincja arktyczna
Prowincja ta obejmuje północną część Alaski. W rejonie wybrzeży żyje niedźwiedź polarny, a w wodach przybrzeżnych foki i morsy. W tundrze żyją renifery karibu, a do mniejszych gatunków należy lis polarny oraz kilka gatunków lemingów. W ptaków powszechnym gatunkiem jest sowa śnieżna. W okresie letnim aktywne są komary i meszki.

### Prowincja kanadyjska
Prowincja ta pokrywa się z zasięgiem lasów borealnych, czyli obszar Alaski na południe od Gór Brooksa i na zwartym terenie USA – regiony Wielkich Jezior, gdzie także występują fragmenty lasów iglastych. W prowincji tej żyją duże ssaki kopytne jak łoś amerykański i jeleń wapiti. Do dużych drapieżników należą niedźwiedzie baribale i grizzly, a do mniejszych – wilki. Wśród gryzoni powszechne są bobry często uważane za szkodniki, oraz wiewiórki i wiele innych mniejszych gatunków gryzoni. Bogaty jest świat ptaków, gdzie osobliwością w świecie ptaków są tyrany i kolibry. Powszechnymi gatunkami ryb są łososie i pstrągi.

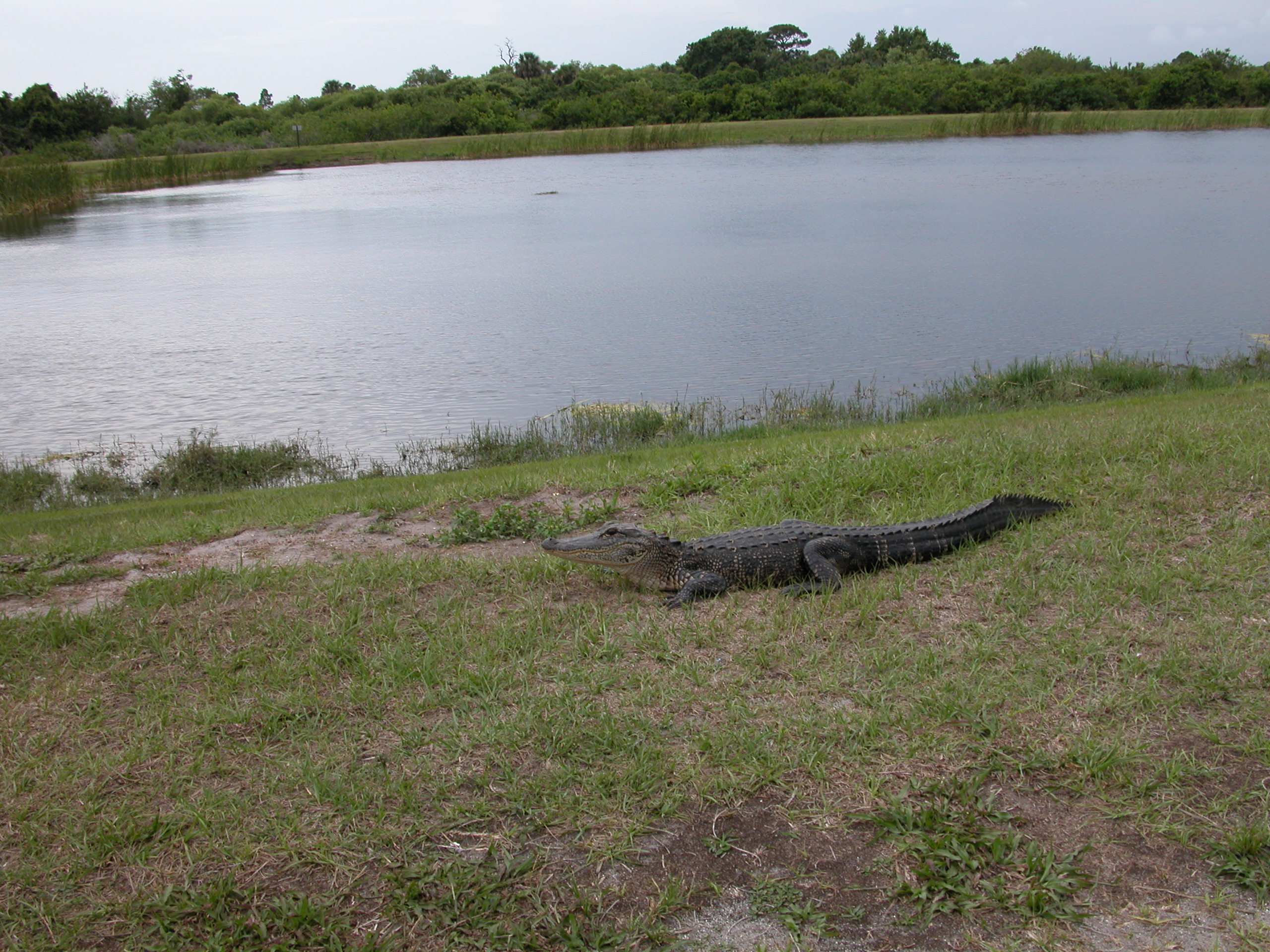
Aligator na terenach podmokłych Florydy

### Prowincja zachodnioamerykańska
Obszar jej obejmuje tereny zachodnich USA, gdzie w skład wschodzą wszystkie krainy Kordylierów na południe od strefy lasów borealnych. Prowincja ta obejmuje także prerie, które ciągną się wzdłuż wschodniego skrzydła Kordylierów. Na preriach żyją reliktowe ssaki jak bizony, których liczebność w czasach Indian (przed XIX w.) wynosiła dziesiątki tysięcy, obecnie populacja ta jest niewielka. Innych gatunkiem dużego ssaka jest widłoróg. Do powszechnych gryzoni prerii należy piesek preriowy. W suchych regionach, gdzie występują stepy i półpustynie żyją skoczki pustynne. Charakterystycznym drapieżnikiem prerii i suchych obszarów zachodnich USA jest kojot. W Górach Skalistych żyje puma, zaś górskie regiony leżące przy granicy z Meksykiem zamieszkuje jaguar. Oba te gatunki są rzadko występującymi osobnikami. Charakterystycznym gadem zachodnich stanów Ameryki jest grzechotnik. Liczne są też jaszczurki oraz żółwie. Z ptaków charakterystyczny jest wojak wielki i urubu różowogłowy.

### Prowincja wschodnioamerykańska
Prowincja ta obejmuje cały obszar zwartej części USA, na wschód od prerii. Jako że jest to region gęsto zaludniony i słabo uprzemysłowiony, liczebność zwierząt jest niewielka i skupia się jedynie w zbiorowiskach leśnych. Do ssaków kopytnych należy jeleń wirgilijski. Liczne są w tej prowincji skunksy. Lasy wschodnich USA zamieszkuje wiele gatunków typowo leśne jakie można spotkać w Europie, należą do nich dziki, zające, króliki i wiele innych. Tereny bagienne zamieszkują płazy i gady, a region Florydy i nadbrzeżne tereny nad Zatoką Meksykańską, to obszary występowania zupełnie innej fauny. Fauna ta należy do prowincji neotropikalnej. Na Florydzie, na terenach podmokłych żyją aligatory, które występują także w delcie Missisipi. W regionach tych żyją duże żółwie, jak skorpucha sępia. Południowe regiony USA zamieszkuje też pancernik i ocelot, który żyje na terenie Teksasu i Luizjany. Wschodnie regiony USA zamieszkuje bielik amerykański, który jest symbolem USA, widniejącym na godle tego kraju. Południe USA i Florydę zamieszkują pelikany i kaczka karolinka.

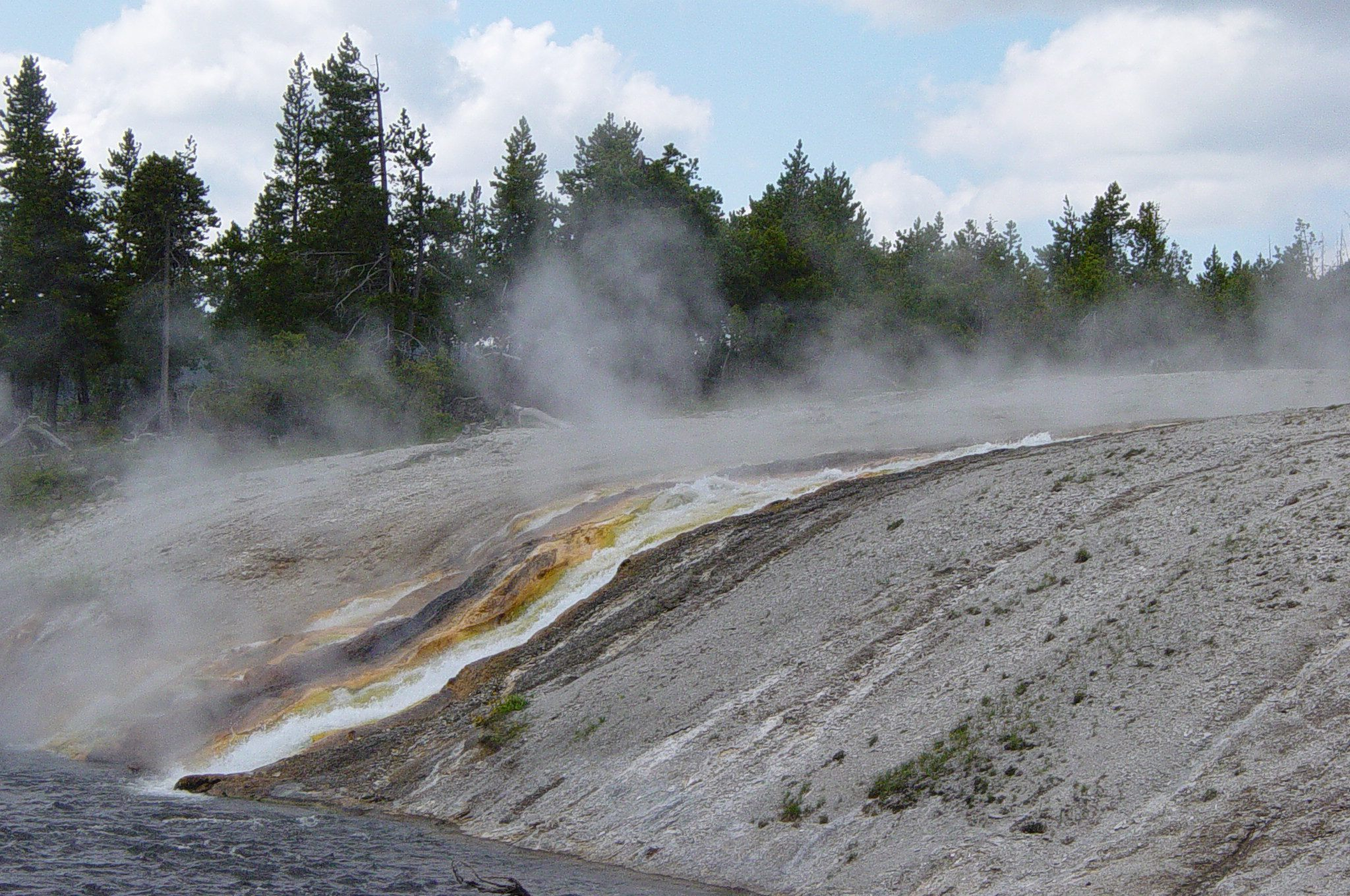
Park Narodowy Yellowstone

### Ochrona przyrody
Stany Zjednoczone mają rozbudowany system ochrony zasobów naturalnych. Na podstawie ustawy Kongresu Narodowego ochroną są objęte: zespoły roślinności naturalnej, siedliska dzikich zwierząt, formy rzeźby i zjawiska geologiczne, fragmenty wybrzeży morskich, rzeki i jeziora oraz obiekty historyczne. Pod zarządem powołanej 1916 roku Służby Parków Narodowych znajdują się głównie: parki narodowe, pomniki przyrody, rezerwaty i obszary chronionego krajobrazu. Na około 12% obszaru Stanów Zjednoczonych wprowadzono ograniczenia lub zakaz działalności gospodarczej, na większości tych terenów utworzono parki i rezerwaty stanowe; na mocy decyzji Kongresu 3,8% powierzchni państwa (380 tys. km²) stanowią obszary chronione przez agencje federalne, w tym ok. 340 tys. km² w granicach 56 parków narodowych.